# Lewis Hamilton
Sir Lewis Carl Davidson Hamilton (Stevenage, 7 gennaio 1985) è un pilota automobilistico britannico, attivo in Formula 1 con la Ferrari.
Considerato uno dei migliori piloti di tutti i tempi, insieme a Michael Schumacher, è il più vincente della Formula 1, con 7 titoli mondiali conquistati: nel 2008 con la McLaren e nel 2014, 2015, 2017, 2018, 2019 e 2020 con la Mercedes.
Si distingue per il suo stile di guida molto aggressivo, per la sua velocità in qualifica e per la sua solidità in gara oltre che per la sua destrezza sul bagnato, caratteristiche che lo rendono un pilota completo e molto ostico per i rivali.
Detiene diversi record in Formula 1 tra cui il maggior numero di vittorie (105), di podi (202) e di pole position (104). Inoltre, dal suo esordio nel 2007, Hamilton si è aggiudicato almeno una gara e una pole position durante il campionato mondiale fino alla stagione 2021, il che lo rende l'unico pilota nella storia della massima formula a esserci riuscito dalla prima stagione per quindici annate consecutive. Con sette titoli mondiali è il britannico più titolato di tutti i tempi, nonché l'unico anglosassone a essere riuscito a trionfare per quattro edizioni consecutive (nel 2017, 2018, 2019 e 2020).
Il suo numero di gara è il 44.

## Biografia

### Vita privata
Lewis è nato a Stevenage, nella contea dell'Hertfordshire, da Anthony Hamilton e Carmen Larbalestier. La sua famiglia materna è originaria dell'Inghilterra, mentre quella paterna proviene dall'America centrale, più precisamente dallo Stato di Grenada, nel mar dei Caraibi, da cui il nonno arrivò nel Regno Unito nel 1954. A seguito della separazione dei genitori nel 1987, Lewis ha vissuto con la madre e con le sorellastre Samantha e Nicola fino ai 12 anni. Visse poi con il padre, la matrigna Linda e con il fratellastro Nicolas, anche lui pilota automobilistico professionale.
Durante il periodo scolastico, sin dall'età di sei anni, è stato bullizzato: è rimasto costantemente vittima di insulti razzisti e percosse, in quanto appartenente ad una minoranza. Per tale ragione considera questa fase la più traumatizzante e più difficile della sua vita.
Ha scoperto la passione per i motori nel 1991, dopo aver ricevuto in regalo dal padre un automodello elettrico. Avendo compreso lo spiccato talento di Lewis per le corse, Anthony si indebitò pur di farlo salire su un kart, svolgendo il ruolo di manager del figlio sino al 2010.
È tifoso dell'Arsenal. È stato fidanzato con la voce principale delle Pussycat Dolls, Nicole Scherzinger, da novembre 2007 a febbraio 2015.
Ha dichiarato di essere cattolico, in una intervista su GQ di aprile 2017 Lewis Hamilton ha detto «Sono cattolico, sono un uomo di fede e prego più volte al giorno: quando mi sveglio, quando vado a letto e prima di ogni pasto. Ho una relazione stretta con Dio, lo ringrazio, chiedo aiuto per gli amici in difficoltà. E domando appoggio per me stesso quando lo stress diventa troppo forte».
Dal 2017 adotta una dieta vegana e, sempre da quell'anno, è coinvolto in iniziative mirate alla salvaguardia dell'ambiente e degli animali.
Nel 2022 riceve la cittadinanza onoraria del Brasile.

### Cinema, televisione e musica
Nel novembre 2007 ha partecipato come ospite a una puntata di Top Gear facendo registrare il sorprendente tempo di 1:44:7 (sul bagnato) e di 1:42:9 sull'asciutto nel circuito del programma. Nel film Cars 2 ha prestato la voce a una McLaren MP4-12C interpretando se stesso. È tornato in questo ruolo anche in Cars 3. Ha inoltre eseguito un cameo tramite motion capture nel videogioco Call of Duty: Infinite Warfare.
Nel luglio 2020 ha rivelato, con un post su Instagram, di essere il rapper XNDA, noto per aver collaborato al brano Pipe di Christina Aguilera, contenuto nell'album Liberation.
Nel 2025 è apparso nel ruolo di sé stesso in F1 - Il film, di cui è stato anche consulente e co-produttore.

## Carriera

### Le formule minori

Un quattordicenne Hamilton (a destra) a Parma nel 1999, premiato dopo una vittoria in kart, posa insieme al padre e manager Anthony

Dopo aver vinto diversi campionati di kart in gioventù (nel 1995 vinse il campionato cadetto britannico), Hamilton venne messo sotto contratto dalla McLaren all'età di 12 anni; la scuderia diretta da Ron Dennis sponsorizzò il pilota nella sua scalata attraverso le serie minori dell'automobilismo. Nel 2000 divenne campione europeo di Kart Formula A e l'anno successivo esordì in Formula Renault 2.0. Nel 2003 conquistò il titolo in questa categoria, con 10 successi in 15 gare.
Si laureò campione della F3 Euro Series due anni più tardi, nel 2005, anche in questo caso dominando la stagione con 15 vittorie in 20 corse. Nella stagione 2006 esordì nella serie GP2 con la ART Grand Prix sostituendo il campione uscente Nico Rosberg e ponendosi subito in testa al campionato. Vinse entrambe le gare del weekend di Montecarlo, per poi conquistare il titolo nell'ultimo appuntamento di Monza. Grazie alla vittoria nel campionato GP2, il patron della McLaren Ron Dennis annunciò la notizia del suo ingaggio il 24 novembre 2006.

### Formula 1

#### L'esordio con la McLaren e il primo titolo mondiale (2007-2012)

##### 2007
Hamilton esordì con la McLaren in Formula 1 già nella stagione 2007, ottenendo ottimi risultati e ponendosi in testa alla classifica piloti per gran parte del campionato e fino all'ultima gara. Durante la prima parte della stagione concluse per nove volte consecutive a podio, contando due vittorie e andando a comandare la classifica a partire dal Gran Premio di Spagna.

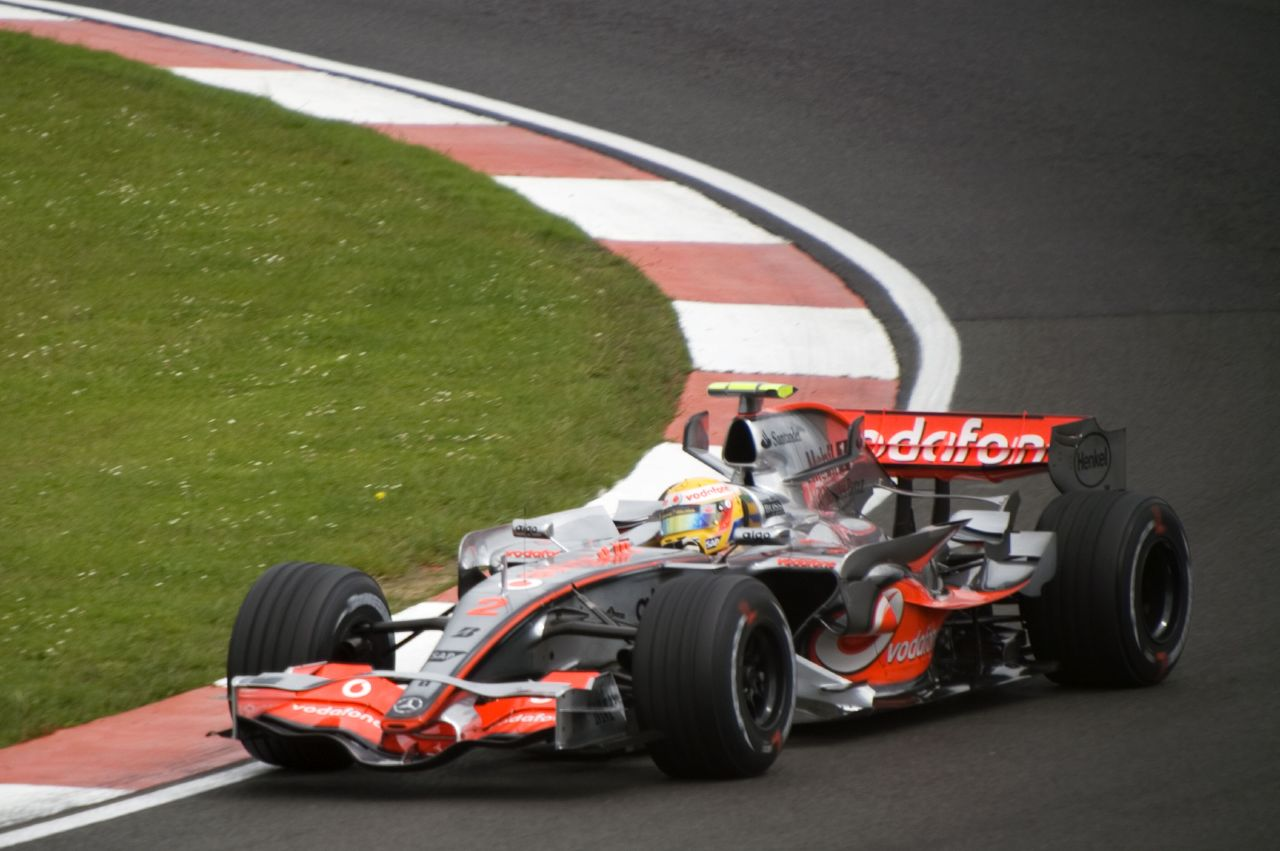
Hamilton al Gran Premio di Gran Bretagna 2007

Dopo un nono posto in Europa, dovuto anche a un incidente in qualifica che lo costrinse a partire decimo, oltre che alla scelta del suo team di montare le gomme da asciutto troppo presto, conquistò una vittoria in Ungheria, ma da qui cominciarono vari problemi, tra i quali la foratura di una gomma in Turchia e in Cina, che permisero ai rivali di recuperare, tanto da essere in tre a contendersi il titolo all'ultima gara. In Brasile, un'uscita di pista nelle fasi iniziali di gara gli fece perdere il titolo a favore di Kimi Räikkönen.
Giunse quindi 2º nella classifica iridata (davanti al suo compagno di squadra e campione del mondo in carica Fernando Alonso, 3° a pari punti ma con meno piazzamenti), a solo un punto di svantaggio dal ferrarista, sfiorando quindi di un soffio il titolo già all'esordio (in caso di vittoria sarebbe stato il più giovane vincitore di un mondiale e l'unico pilota a vincere all'esordio mondiale esclusa la prima stagione nel 1950). Il difficile rapporto di coabitazione con Fernando Alonso portò quest'ultimo a rescindere il suo contratto pluriennale e tornare alla Renault, scuderia meno competitiva con cui Alonso aveva già corso anni prima e si era laureato due volte campione del mondo.

##### 2008

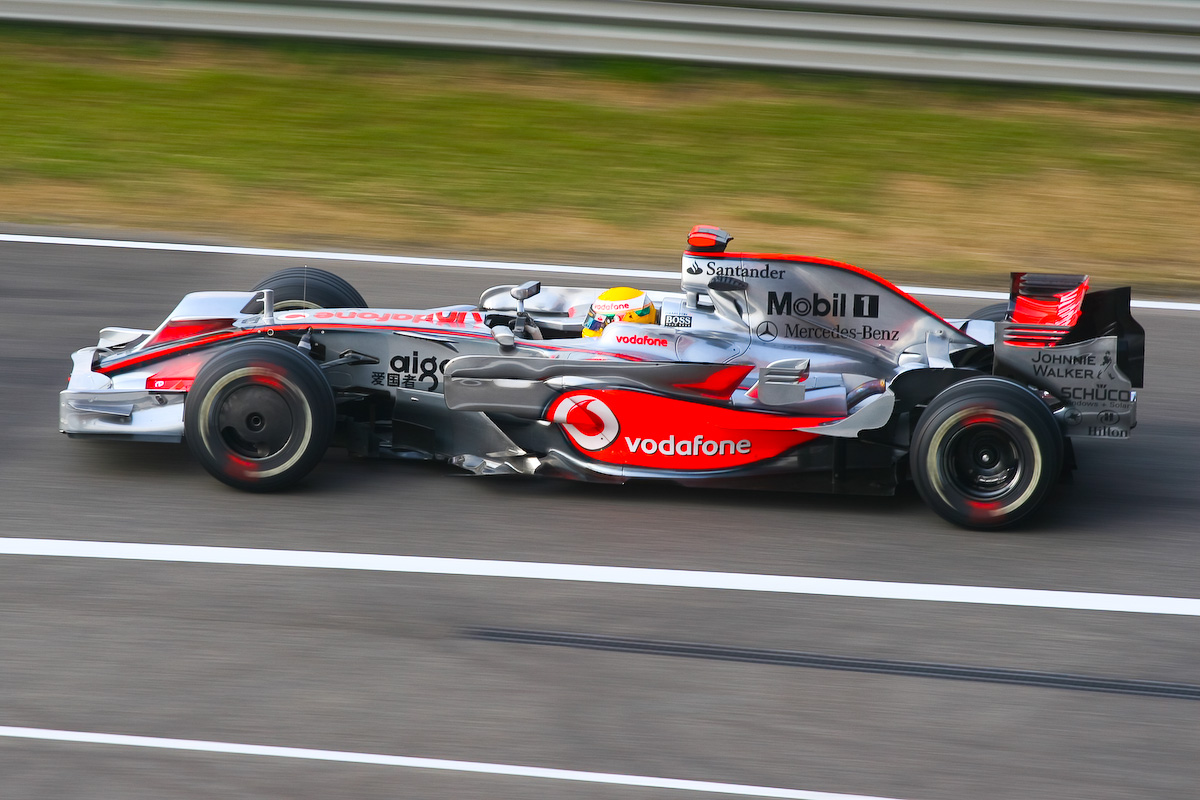
Hamilton al Gran Premio di Cina 2008

Nel gennaio 2008 firmò un contratto quadriennale di 138 milioni di dollari con la McLaren. I dettagli contrattuali prevedevano una cifra base di 17 milioni di euro per il 2008, più altri sei milioni nel caso in cui fosse riuscito a vincere il campionato. Entrambe le parti avrebbero avuto inoltre la possibilità di prolungare l'accordo.
Durante i test pre-mondiali della stagione 2008, a Barcellona, dei tifosi di Fernando Alonso lo schernirono con striscioni e magliette offensive e razziste sui temi del colore della pelle e delle credenze religiose. La Spagna rischiò infatti due dei suoi gran premi fino a quando si presero provvedimenti molto severi, tramite l'installazione di telecamere su tutte le tribune e il divieto assoluto di entrare nell'autodromo con striscioni di ogni tipo. Il 13 febbraio 2008, per contrastare il fenomeno e sensibilizzare il pubblico sull'argomento, la FIA lanciò una campagna antirazzismo, denominata Racing Against Racism.

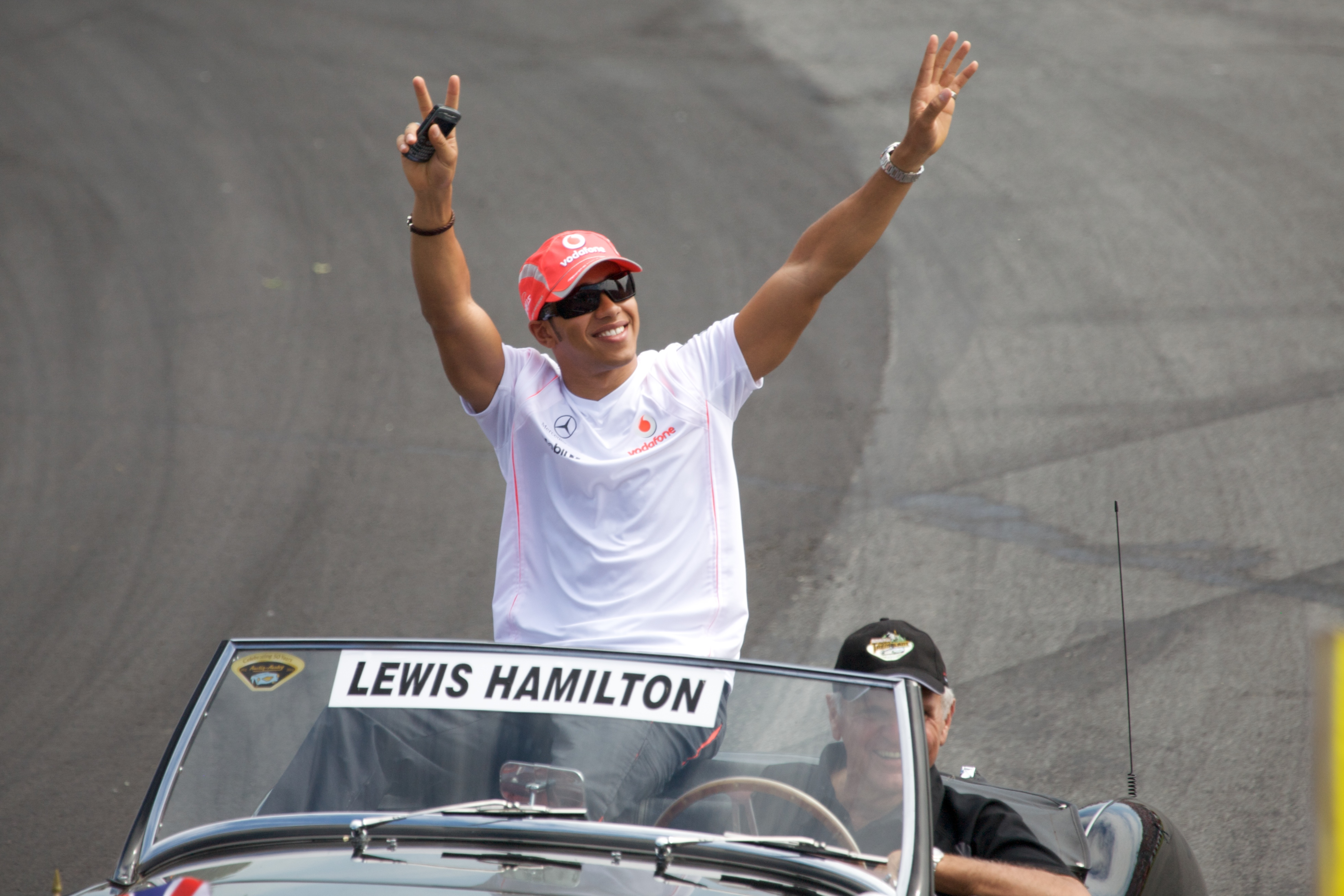
Hamilton al Gran Premio del Canada 2008

La stagione 2008 cominciò con una vittoria, seguita da due gare in cui il pilota commise degli errori, mancando di conseguenza la zona punti. A Monaco Hamilton fu costretto al rientro ai box dopo aver urtato lievemente contro le barriere, mentre in Canada, dopo una sosta ai box nella quale presero parte altri piloti, andò a tamponare Räikkönen, il quale stava uscendo anche lui dalla pit lane trovando però il semaforo rosso. Il ferrarista (con la BMW di Robert Kubica al suo fianco) alzò il piede e Hamilton, non accortosi del semaforo, urtò il retrotreno della monoposto dell'avversario compromettendo la sua gara e quella del finlandese.
Dopo una gara opaca in Francia, il pilota britannico conquistò due vittorie consecutive in Gran Bretagna e in Germania: a Silverstone, sul bagnato, Hamilton sfoderò una delle sue migliori prestazioni fino a quel momento, vincendo con oltre un minuto di distacco sul secondo arrivato Nick Heidfeld; a Hockenheim, il pilota inglese controllò la maggior parte della gara e solo nei giri finali, dopo l'ingresso della safety car, dovette impegnarsi per riprendere la prima posizione.
Dopo queste due vittorie, il pilota britannico subì un leggero stop nel Gran Premio d'Ungheria nel quale, dopo aver forato una gomma, riuscì a classificarsi solo quinto. Le cose andarono meglio nel Gran Premio d'Europa, dove arrivò secondo alle spalle del ferrarista Felipe Massa. Al Gran Premio del Belgio conquistò la pole e vinse poi la gara sotto un improvviso diluvio dopo un discusso sorpasso a Kimi Räikkönen a due giri dalla fine. I commissari di gara però, nonostante il direttore di corsa Charlie Whiting avesse comunicato due volte al team la regolarità della manovra, decisero in serata di infliggere 25 secondi di penalità per taglio di chicane, che declassarono Lewis al terzo posto.

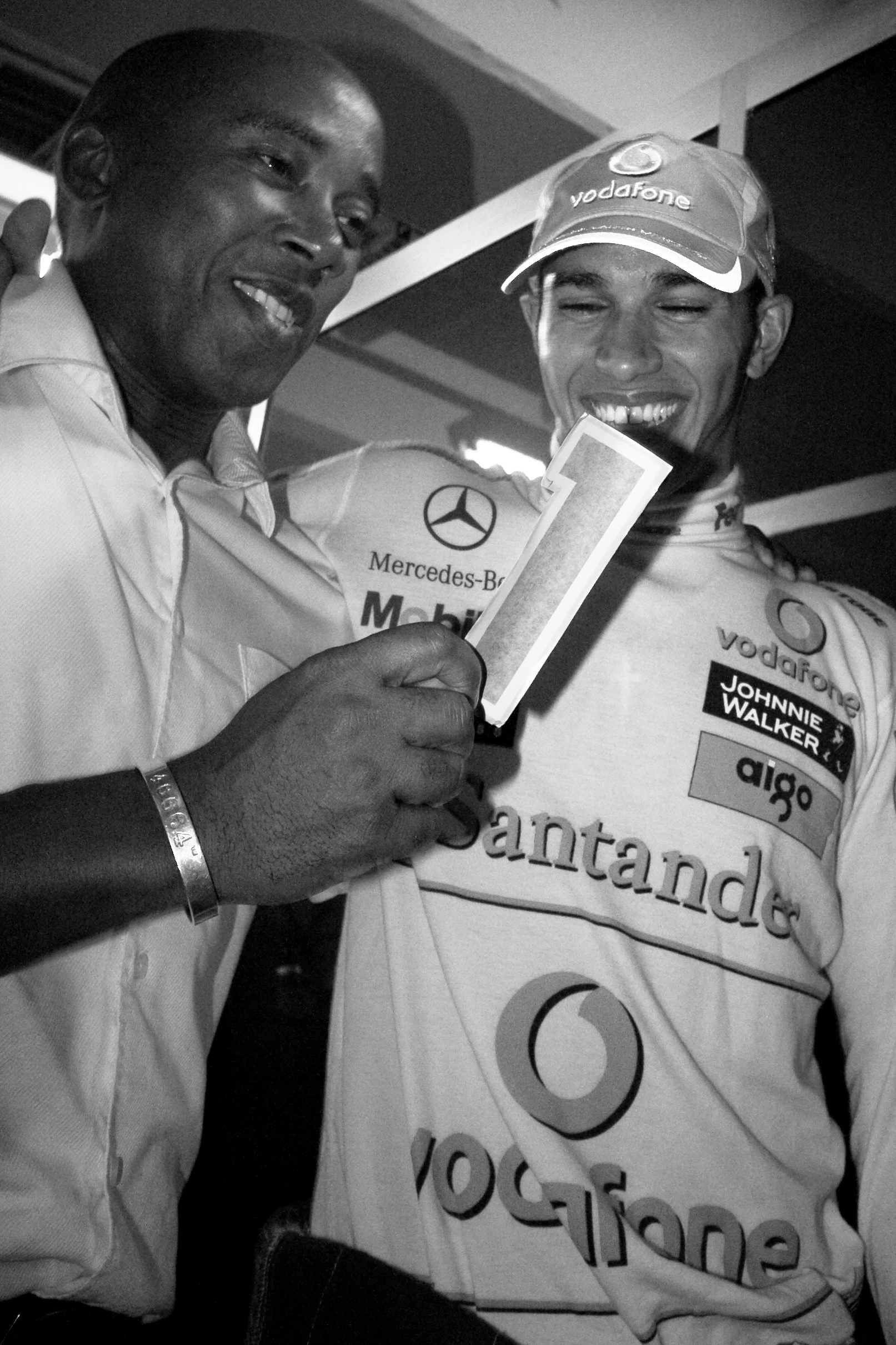
Anthony Hamilton festeggia con il figlio al termine del Gran Premio del Brasile 2008, che ha valso il primo titolo mondiale per Lewis

Nel Gran Premio di Singapore Hamilton lottò con Felipe Massa e Kimi Räikkönen per la prima posizione, ma l'incidente di Nelson Piquet Jr. costrinse la safety car a entrare in pista stravolgendo la classifica. Hamilton riuscì a limitare i danni recuperando posizioni e classificandosi terzo, mentre la vittoria andò al rivale Alonso. Successivamente nel Gran Premio del Giappone Hamilton partì in pole deciso a dominare il gran premio, ma al via fu Räikkönen a prendere il comando; tuttavia, dopo aver intravisto uno spiraglio in cui reinfilarsi, Hamilton finì fuori pista trascinandosi dietro le due Ferrari, e poi riprese la corsa alle spalle del suo principale avversario per il titolo Felipe Massa, riuscendo a superarlo. Il brasiliano però non mollò e, dopo aver tagliato la chicane, toccò con l'anteriore destra la vettura dell'inglese, mandandolo in testacoda e facendolo retrocedere in ultima posizione. Successivamente Massa venne penalizzato con un drive-through per il sorpasso pericoloso, sanzione inflitta anche a Hamilton per aver forzato Kimi Räikkönen nella prima curva ad andare lungo. Di questa lotta ne approfittò nuovamente Fernando Alonso, ancora vincitore.
Dopo la vittoria nel Gran Premio della Cina Hamilton si portò a 7 punti di vantaggio su Massa: ciò significò che gli era sufficiente un quinto posto nell'ultimo Gran Premio del Brasile per laurearsi campione del mondo: a 5 giri dal termine della gara cominciò a piovere sul circuito, e dopo una lunga serie di pit-stop, Hamilton si ritrovò arretrato dalla 4ª alla 5ª posizione, tallonato da Sebastian Vettel. Le condizioni della pista lo misero in difficoltà, tanto che subì il sorpasso di Vettel a 3 giri dal termine. A sole due curve dal traguardo Hamilton effettuò un sorpasso decisivo su Timo Glock su Toyota, il quale, non essendosi fermato per il cambio gomme, correva con gomme d'asciutto nonostante la pista fosse bagnata, e riuscì a concludere con il piazzamento necessario a garantirgli il titolo. Quest'ultimo colpo di scena gli permise di diventare il più giovane campione del mondo della storia a soli 23 anni, 9 mesi e 26 giorni (record poi migliorato da Sebastian Vettel nel 2010). La conquista del titolo lo rese il primo vincitore di una serie cadetta della FIA (Formula 2, Formula 3000 o GP2) a diventare anche campione del mondo di Formula 1.

##### 2009
Nel 2009 la McLaren cominciò il mondiale con la consapevolezza di una vettura poco competitiva, a causa dei mutati regolamenti che stravolsero l'interpretazione tecnica e aerodinamica delle macchine. Inoltre molti team che nel 2008 non erano in lotta per il titolo avevano incominciato a sviluppare le loro monoposto in anticipo, lasciando in ritardo Ferrari e McLaren che se l'erano conteso fino alla fine.

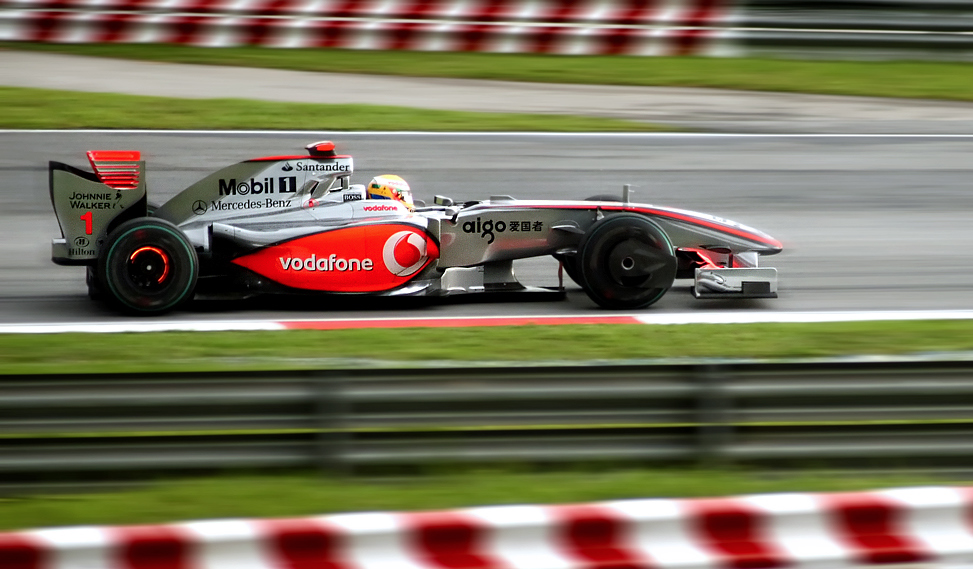
Hamilton alla guida della McLaren nel Gran Premio della Malesia 2009

Nonostante ciò, Hamilton riuscì durante il gran premio iniziale in Australia a inserirsi in zona punti e persino a lottare per il podio con la Toyota di Jarno Trulli. Durante un regime di safety car, però, il pescarese compì una escursione fuori pista facendo così passare l'inglese; Hamilton, su indicazione della squadra, restituì la posizione all'italiano per evitare di incappare in una penalità. Al termine del gran premio i commissari di gara tuttavia penalizzarono di 25 secondi proprio Trulli perché aveva ripreso comunque la posizione. A nulla valsero le sue spiegazioni, che asserivano come l'inglese andasse intenzionalmente lento per restituire la posizione guadagnata illecitamente.
Successivamente, durante le indagini sull'episodio, il direttore tecnico della McLaren propose ad Hamilton di presentare una diversa versione dei fatti; il pilota inglese raccolse il suggerimento raccontando ai commissari di gara che nessuno gli aveva confermato di lasciar passare Trulli, ma le comunicazioni ai box erano state registrate e i commissari di gara decisero di squalificare Hamilton e la McLaren per comportamento antisportivo, avendo mentito al fine di ottenere il terzo posto. Trulli riottiene la sua posizione.

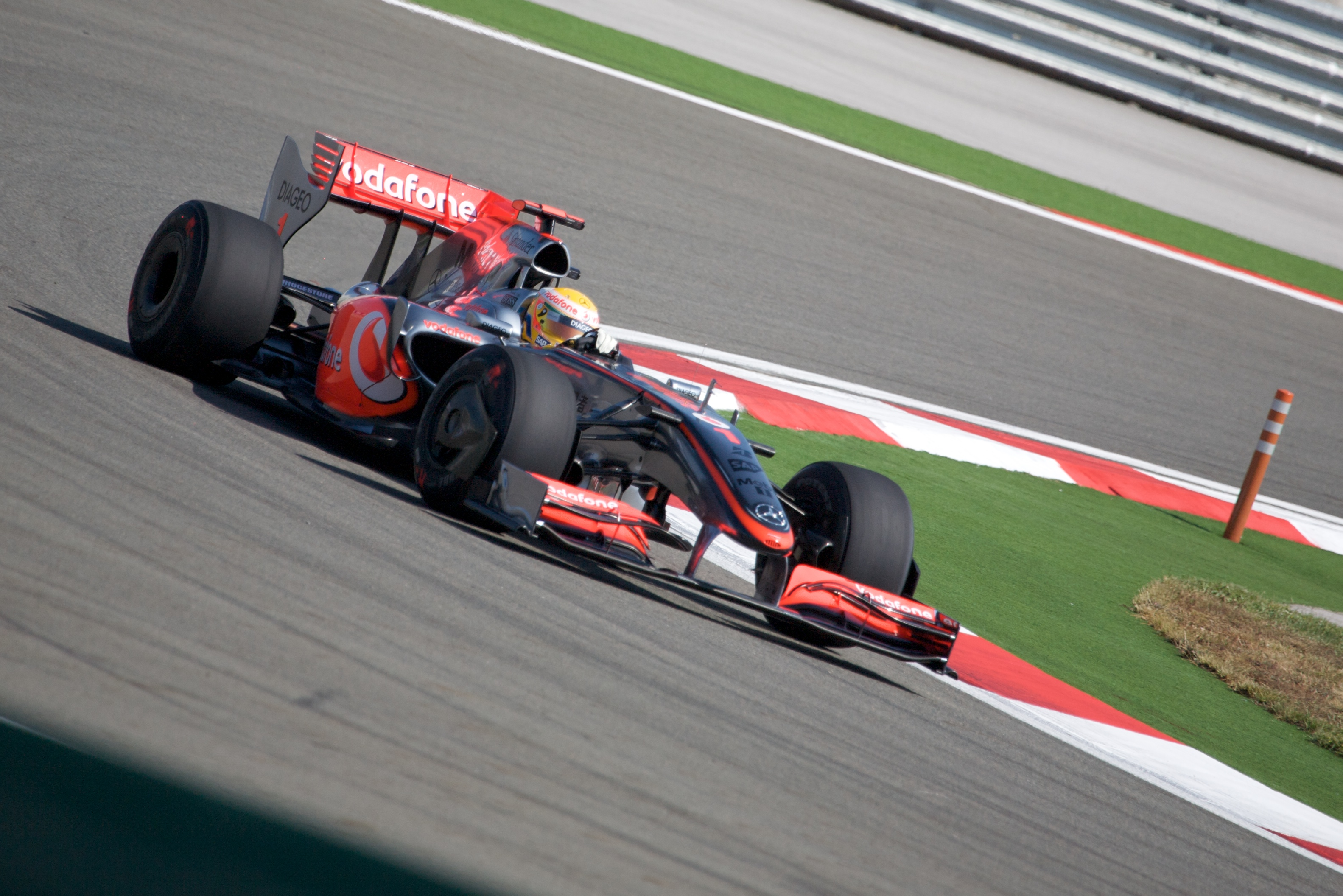
Hamilton impegnato nel Gran Premio di Turchia 2009

Il tribunale della FIA si riunì ulteriormente il 29 aprile, stabilendo che la McLaren sarebbe stata messa sotto osservazione per il resto del mondiale e alla prima violazione di regolamento sarebbe stata squalificata per tre gran premi. Nel frattempo Hamilton ottenne altri punti in Malesia, Cina e Bahrein, dando ossigeno alla travagliata situazione del team, in ritardo sul piano tecnico rispetto alle altre scuderie.
Tornò a vincere nel Gran Premio d'Ungheria, dove arrivò 1º davanti a Kimi Räikkönen e Mark Webber. I progressi della McLaren si notarono soprattutto nel Gran Premio d'Europa, in cui l'inglese ottenne la pole ma cedette la vittoria a Rubens Barrichello a causa di un errore dei meccanici durante il pit stop. Nel Gran Premio del Belgio, tuttavia si registrò un calo di competitività della scuderia, e sia lui che il suo compagno Heikki Kovalainen chiusero la qualifica fuori dalla top ten. La sua gara si concluse a metà del primo giro quando un incidente lo mise fuori gioco insieme a Jenson Button, Romain Grosjean e Jaime Alguersuari.
Al Gran Premio d'Italia Hamilton tornò nuovamente competitivo con una nuova pole position, ma sfortunatamente la sua gara terminò a un giro dalla fine quando, in uscita dalla curva di Lesmo, urtò violentemente contro le barriere a causa di un cedimento meccanico. Questo incidente mise definitivamente fine alle sue possibilità di difendere il titolo iridato. L'inglese vinse a Singapore partendo nuovamente dalla pole, e a questo successo seguirono due terzi posti in Giappone e Brasile. Nell'ultima gara ad Abu Dhabi si ritirò a poche tornate dal termine per un guasto tecnico mentre era in testa, chiudendo il campionato al 5º posto con 49 punti.

##### 2010
Lewis fu confermato in McLaren fino al 2012: il suo nuovo compagno di squadra divenne, al posto del licenziato Heikki Kovalainen, Jenson Button, campione in carica con la Brawn GP. Nel Gran Premio del Bahrein conquistò il podio sul gradino più basso dietro i due ferraristi Fernando Alonso e Felipe Massa, mentre nei due Gran Premi successivi effettuò due pessime qualifiche, partendo ventesimo sia in Australia che in Malesia, ma in quest'ultima gara riuscì a rimontare fino alla sesta posizione. Nel Gran Premio di Cina, dopo essersi qualificato sesto, in gara rimontò fino al secondo posto sotto la pioggia, terminando dietro al compagno di squadra Jenson Button e completando così la prima doppietta McLaren dell'anno; venne tuttavia ammonito dai commissari per un duello in pit lane con Sebastian Vettel. In Spagna si qualificò terzo dietro le due Red Bull. Dopo un'ottima gara fu però vittima di un problema tecnico mentre occupava la seconda posizione, venendo costretto al ritiro. Si giunse quindi a Monaco, dove Lewis si piazzò quinto in qualifica e terminò la gara nella stessa posizione.

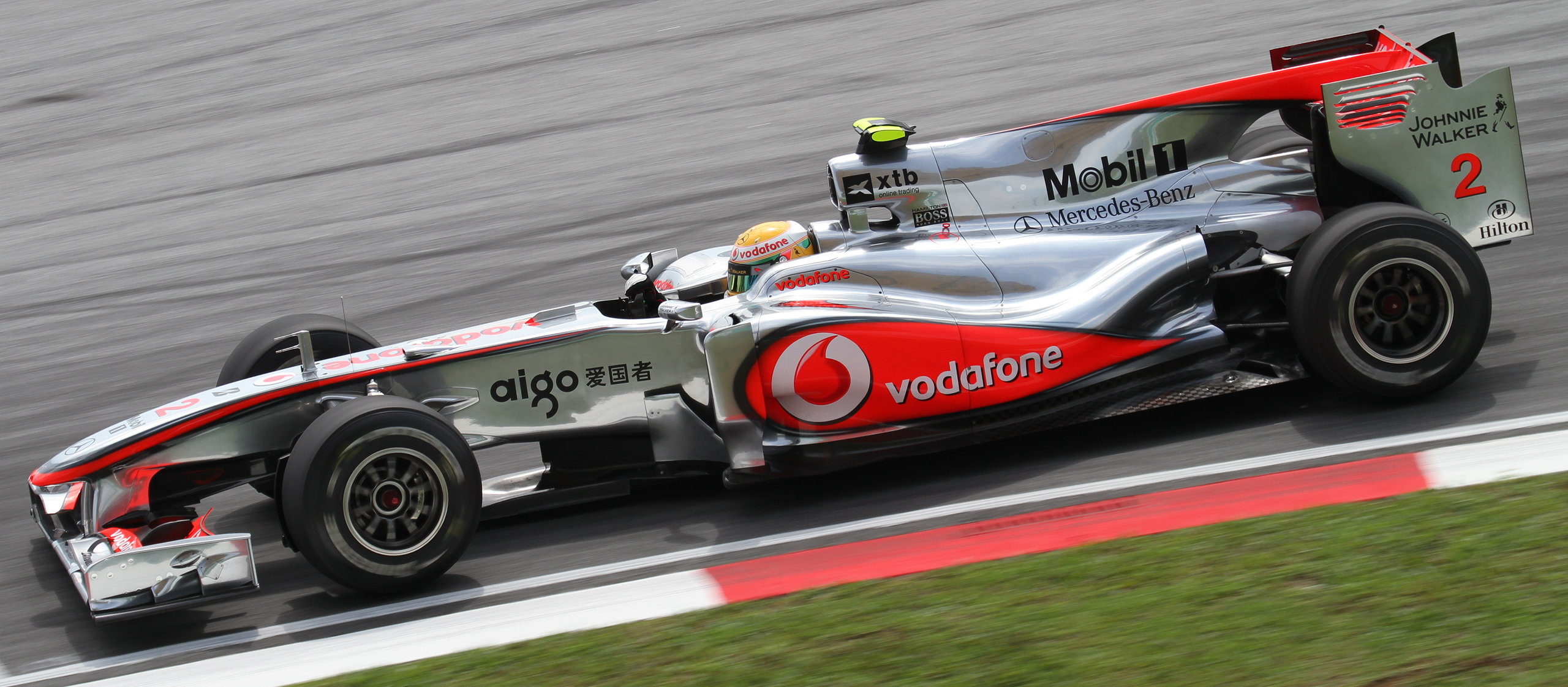
Hamilton al Gran Premio della Malesia 2010 conclude al 6º posto, dopo essere partito 20º in griglia

Due settimane dopo, a Istanbul, Hamilton registrò la sua migliore qualifica stagionale, collocandosi secondo tra le due Red Bull di Webber e Vettel. In gara, complice anche lo scontro tra le due vetture austriache, Lewis conquistò la sua prima vittoria stagionale. La seconda vittoria, consecutiva, arrivò due settimane dopo in Canada, dove terminò al comando davanti al suo compagno di squadra Button e al ferrarista Alonso. Nel Gran Premio d'Europa Hamilton partì terzo e giunse secondo a fine gara pur avendo scontato un drive through, conquistando il terzo podio consecutivo.
Nel Gran Premio di Gran Bretagna a Silverstone la McLaren portò un nuovo pacchetto con gli scarichi bassi e un nuovo diffusore, ma dopo le prove libere del venerdì si decise di smontarlo e non utilizzarlo per la qualifica e la gara, perdendo tre ore disponibili per trovare il set-up corretto con la MP4-25 non modificata. Per questo motivo le qualifiche parvero complicate per la scuderia inglese, ma Lewis diede il massimo qualificandosi al quarto posto. Alla partenza della gara Lewis scattò benissimo e superò sia Fernando Alonso sia Sebastian Vettel, tallonando il leader Mark Webber per alcuni giri. Ma la Red Bull dell'australiano fu imprendibile e Lewis sfruttò al meglio la sua ottima partenza per conservare il secondo posto nella gara di casa, e di conseguenza il quarto podio consecutivo. Questo prezioso piazzamento gli permise di mantenersi in testa alla classifica iridata con 145 punti, raddoppiando il vantaggio sul compagno Jenson Button, che dopo questa gara diventò di 12 punti.

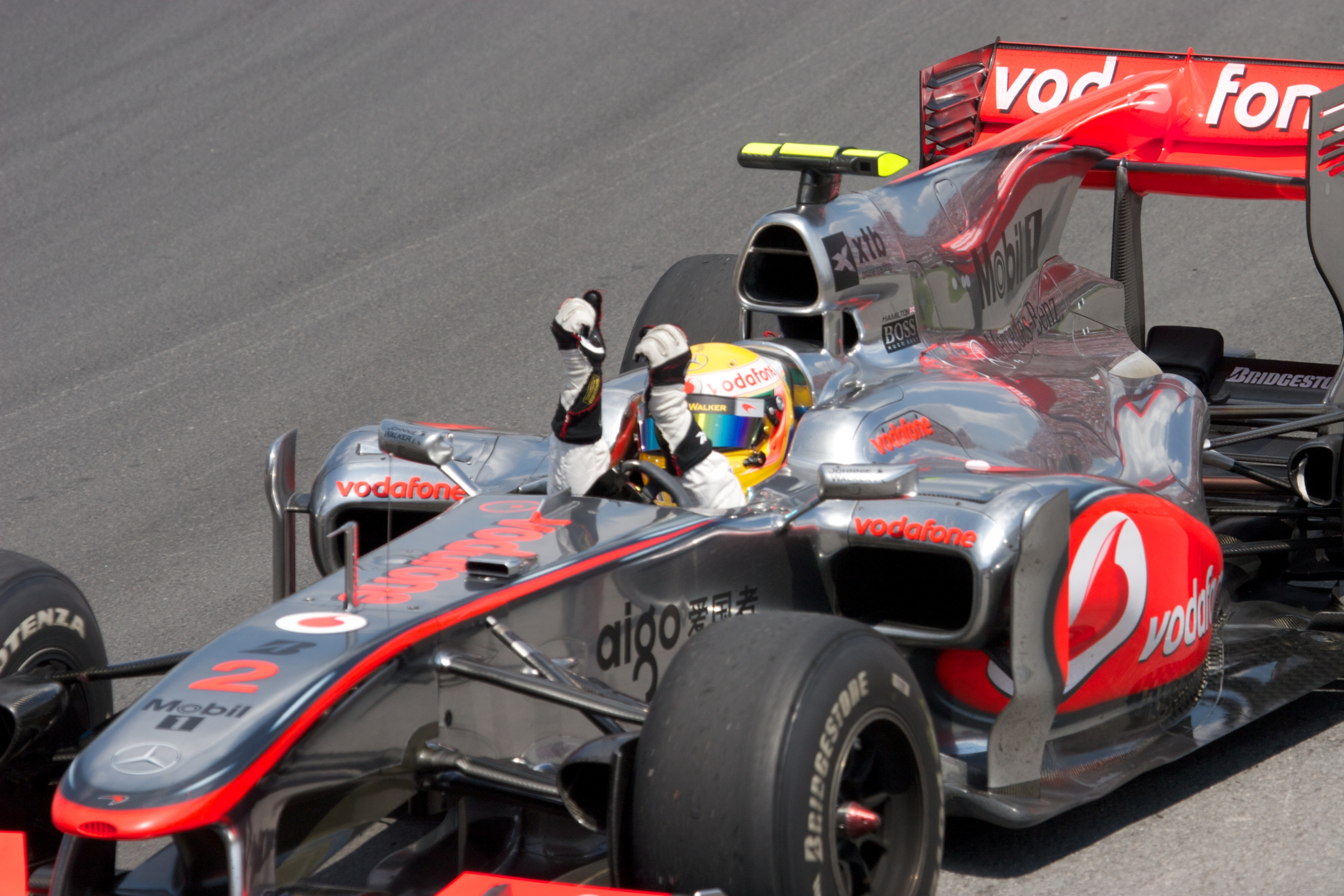
Hamilton festeggia la vittoria del Gran Premio del Canada 2010

Due settimane dopo, in Germania, la McLaren ci riprovò con gli aggiornamenti (scarichi bassi e nuovo diffusore), ma durante le prime prove libere del venerdì Lewis ebbe un incidente nel quale danneggiò la sua vettura. Ciò fece sì che non riuscisse a completare più di 18 giri durante tutto il venerdì e a trovare il miglior bilanciamento. Si qualificò sesto, dietro a Jenson Button. Scattato bene alla partenza, concluse al quarto posto, conquistando 12 punti e portando il suo vantaggio su Button a 14 punti.
Nelle qualifiche del Gran Premio d'Ungheria Hamilton si qualificò quinto, nonostante una scarsa competitività della MP4-25, che nel settore centrale perse nel confronto con la Red Bull oltre 1 secondo. In gara cedette una posizione al via nei confronti di Vitaly Petrov, riconquistandola però al giro successivo. Entrò in seguito la safety car e tutti si precipitarono ai box, dai quali Lewis uscì in quarta posizione, davanti al ferrarista Felipe Massa. La situazione rimase invariata fino al 24º giro, quando a causa di un problema tecnico, l'inglese fu costretto a ritirarsi. La testa della classifica appena persa venne nuovamente riconquistata nel Gran Premio del Belgio, gara disputata il 29 agosto appena al rientro delle vacanze estive: l'inglese partì dalla seconda posizione in griglia dietro Webber, e riuscì poi a sorpassarlo, mantenendo la testa della corsa fino al traguardo nonostante le mutevoli condizioni climatiche; i ritiri di Button e Alonso e la pessima prestazione di Vettel, finito fuori dalla zona punti, gli consentirono inoltre di guadagnare 25 punti nei confronti dei tre diretti rivali per la vittoria del mondiale.
Nel Gran Premio d'Italia si qualificò in 5ª posizione dopo che la squadra aveva deciso di non fargli montare l'F-duct a differenza del compagno di squadra Button. Tuttavia, alla partenza della corsa, uno scontro dopo poche curve con Massa in un tentativo di sorpasso lo mise fuori gioco per la rottura di una sospensione; Hamilton perse così la vetta della classifica a favore di Webber, giunto in sesta posizione. Due settimane dopo, a Singapore, nel tentativo di sorpassare Webber per guadagnare la 3ª posizione, venne centrato da quest'ultimo e costretto nuovamente al ritiro, ritrovandosi 3º nel mondiale dietro lo stesso Webber e Alonso.
Nel Gran Premio del Giappone si qualificò in 3ª posizione; in gara il suo tentativo di rimonta nei confronti di Alonso e Webber venne frenato da un problema al cambio che gli fece perdere le prime tre marce, costringendolo a farsi passare dal compagno di squadra e a finire 5º.
Si arrivò così al Gran Premio di Corea, in cui la vera protagonista fu la pioggia. Vettel dominò il gran premio davanti ad Alonso e Hamilton, ma il cedimento del suo propulsore a pochi giri dal termine riaprì i giochi per il titolo, grazie anche al contemporaneo ritiro di Webber. Hamilton risalì così al 3º posto in classifica dopo averlo perduto a Suzuka. Al Gran Premio del Brasile la pole position andò a sorpresa a Nico Hülkenberg davanti alle Red Bull, che il giorno successivo si sbarazzarono di lui al primo giro facendo gara a sé con Vettel e Webber davanti ad Alonso e Hamilton.
Ad Abu Dhabi, l'inglese, deciso a tentare il tutto per tutto, si qualificò per un soffio secondo alle spalle di Vettel, mentre Alonso gestiva tranquillamente il suo rivale più vicino Webber. Un incidente al primo giro provocò tuttavia l'ingresso della safety car, e Webber ne approfittò per il cambio gomme, seguito a ruota da Alonso che gli rimase davanti mentre i due in testa facevano una corsa a sé. Dopo il pit stop Hamilton fu però frenato nella sua rincorsa a Vettel dalla Renault di Kubica, mentre Alonso e Webber, bloccati dall'altra Renault, quella di Petrov, persero molto terreno e finirono per regalare il mondiale a Vettel che si aggiudicò il gran premio e il campionato davanti ad Alonso, al compagno di squadra e a Hamilton, quest'ultimo staccato di 16 punti, che chiuse così la stagione in quarta posizione.

##### 2011
Il 2011 per la McLaren non cominciò nel migliore dei modi. La scuderia di Woking, dopo aver deciso di effettuare il primo dei test invernali a Valencia con la macchina dell'anno precedente per aver più tempo di lavorare alla nuova MP4-26, incappò in diversi problemi di affidabilità dovuti in buona parte al complesso sistema di scarichi denominato Octopus, che la McLaren era intenzionata a portare in pista per il primo gran premio. Conclusi i test, la McLaren decise però di tornare indietro e montare per il Gran Premio d'Australia degli scarichi simili a quelli della Red Bull.

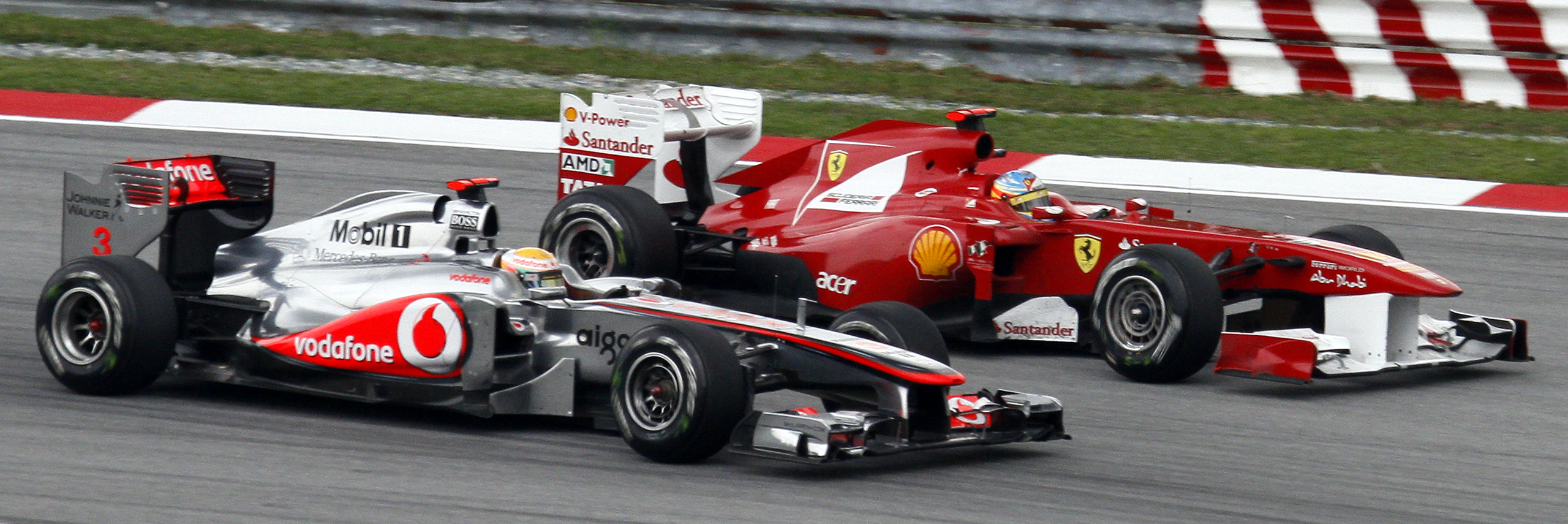
Hamilton e Alonso in Malesia

Contrariamente a quanto tutti credevano, la McLaren si dimostrò subito molto veloce, dominando le seconde libere. In qualifica Hamilton riuscì addirittura a conquistare la prima fila al fianco di Sebastian Vettel, subendo però oltre 8 decimi di distacco dal campione del mondo. In gara la situazione migliorò e Lewis riuscì a stargli vicino, concludendo la gara in seconda posizione e conquistando quindi il primo podio del 2011. In Malesia partì di nuovo in prima fila, ma al traguardo arrivò solo settimo, penalizzato di 20 secondi per aver cambiato traiettoria 4 volte mentre duellava con Alonso. In Cina partì terzo dietro Vettel e Button e a 4 giri dal termine della corsa sorpassò Vettel andando a vincere il gran premio.
In Turchia, attardato da un pit stop molto lento, giunse quarto. Al Gran Premio di Monaco innescò una furiosa polemica con la FIA a seguito delle penalizzazioni che gli vennero inflitte dai commissari nel corso del week-end. A fine corsa tornò nel paddock per scusarsi con la FIA ed evitare sanzioni per violazione del codice. In Germania conquistò la seconda vittoria dell'anno e ad Abu Dhabi la terza. Nelle ultime tappe del campionato si intensificò la rivalità con Felipe Massa; i due si chiarirono solamente al termine del Gran Premio del Brasile.

##### 2012
Hamilton cominciò la stagione 2012 in modo positivo, conquistando la pole position nel Gran Premio d'apertura in Australia. In gara, però, il pilota inglese si dovette accontentare del terzo posto, dopo essere stato sopravanzato dal compagno di squadra Jenson Button in partenza e aver perso un'ulteriore posizione a vantaggio di Sebastian Vettel, anche a causa di una strategia meno efficace di quella del rivale. Hamilton fece segnare lo stesso risultato anche nel Gran Premio della Malesia e nel Gran Premio di Cina, portandosi in testa alla classifica mondiale.

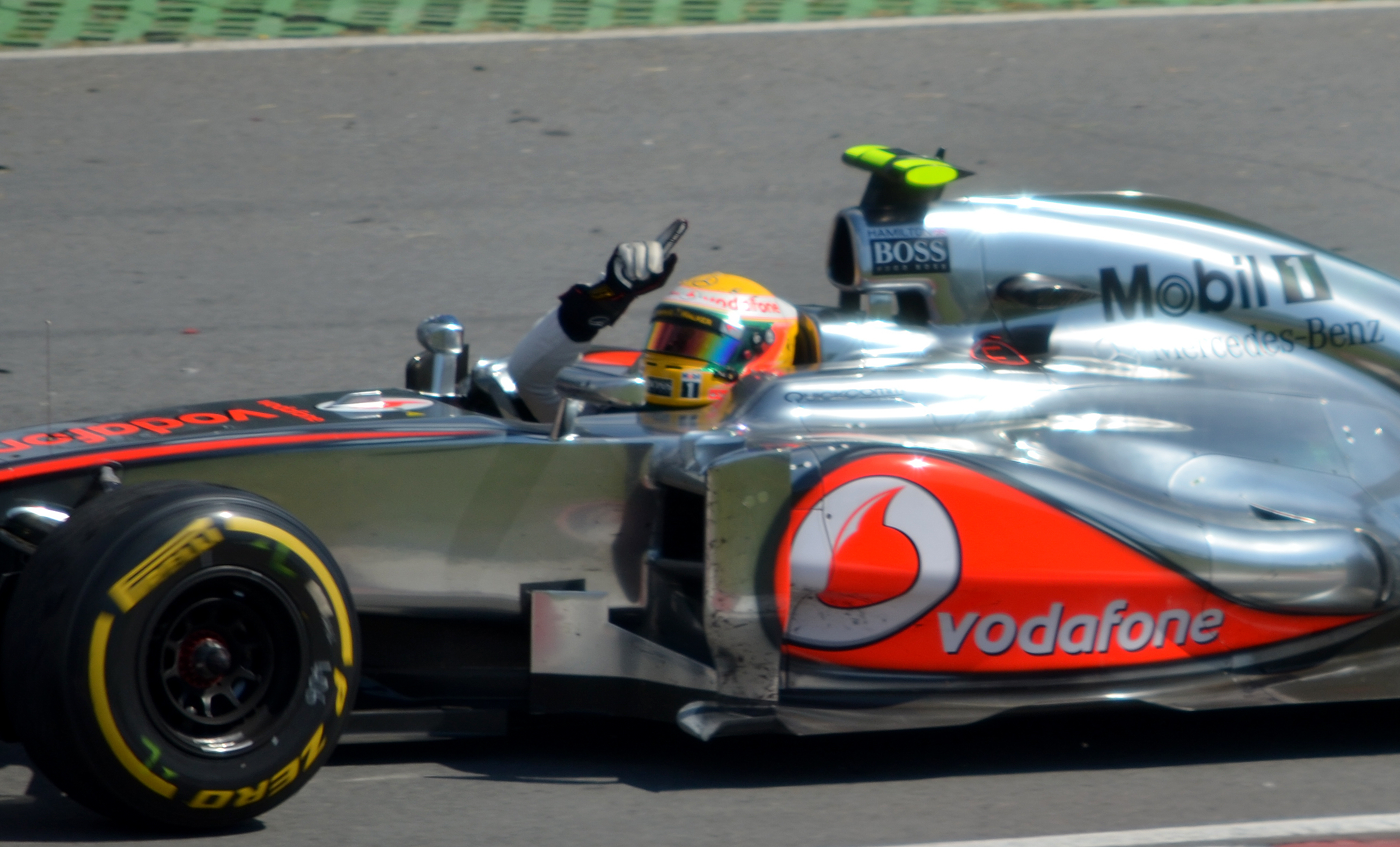
Hamilton esulta dopo la vittoria in Canada

Nel successivo Gran Premio del Bahrein il pilota inglese non riuscì a far meglio dell'ottavo posto, anche a causa di un problema in un cambio gomme che gli costò alcune posizioni, perdendo così il primo posto in classifica. Nel Gran Premio di Spagna Hamilton fece segnare il miglior tempo in qualifica, ma venne retrocesso in fondo alla griglia perché nella sua vettura non c'era il quantitativo minimo di benzina previsto dal regolamento. In gara il pilota inglese rimontò fino alla zona punti, chiudendo nuovamente ottavo. Dopo aver ottenuto un quinto posto nel Gran Premio di Monaco, Hamilton ottenne la prima vittoria stagionale nel Gran Premio del Canada, anche grazie alla decisione della squadra di fargli effettuare un cambio gomme in più rispetto ai rivali Sebastian Vettel e Fernando Alonso, scelta che lo avvantaggiò nella parte finale della corsa. La vittoria permise a Hamilton di tornare momentaneamente in testa al campionato, ma nel successivo Gran Premio d'Europa a Valencia il pilota inglese si ritirò per un contatto con Pastor Maldonado nelle ultime fasi di gara, venendo superato nella graduatoria da Alonso.
Nelle due gare seguenti Hamilton non ottenne risultati di rilievo (ottavo in Inghilterra, con una Mclaren in difficoltà, e ritirato in Germania per una foratura nelle prime fasi di gara), facendo segnare appena quattro punti e vedendo aumentare il proprio distacco dalla testa della classifica fino a 62 lunghezze. Nella seconda metà della stagione la McLaren si dimostrò una delle vetture più competitive in pista, ma questo non bastò a Hamilton per migliorare significativamente la propria posizione in classifica. Le due vittorie in Ungheria e in Italia furono, infatti, intervallate da due ritiri in Belgio, dove Hamilton fu coinvolto in una carambola causata da Romain Grosjean, e a Singapore, dove il pilota inglese venne costretto al ritiro per problemi meccanici mentre occupava la prima posizione. Proprio all'indomani del Gran Premio di Singapore fu ufficializzato il suo passaggio alla Mercedes a partire dalla stagione 2013, con un contratto di 60 milioni di sterline più bonus di vittorie per 3 anni.
Nelle gare successive Hamilton uscì definitivamente dalla lotta per il titolo mondiale, tagliando il traguardo fuori dal podio in Corea, in Giappone e in India, a causa di una vettura ora meno competitiva rispetto agli avversari, e ritirandosi per problemi meccanici mentre occupava la prima posizione nel Gran Premio di Abu Dhabi. Il pilota inglese tornò alla vittoria nel Gran Premio degli Stati Uniti, sul nuovo circuito di Austin, avendo la meglio su Vettel al termine di un lungo duello. Nell'ultima gara della stagione, in Brasile, Hamilton fece segnare la pole position, dovendosi però ritirare per un incidente causato da un errore di Nico Hülkenberg, mentre quest'ultimo stava tentando di superarlo. Il pilota inglese chiuse la stagione in quarta posizione, con 190 punti.

#### Il passaggio alla Mercedes e la rivalità con Rosberg (2013-2016)

##### 2013

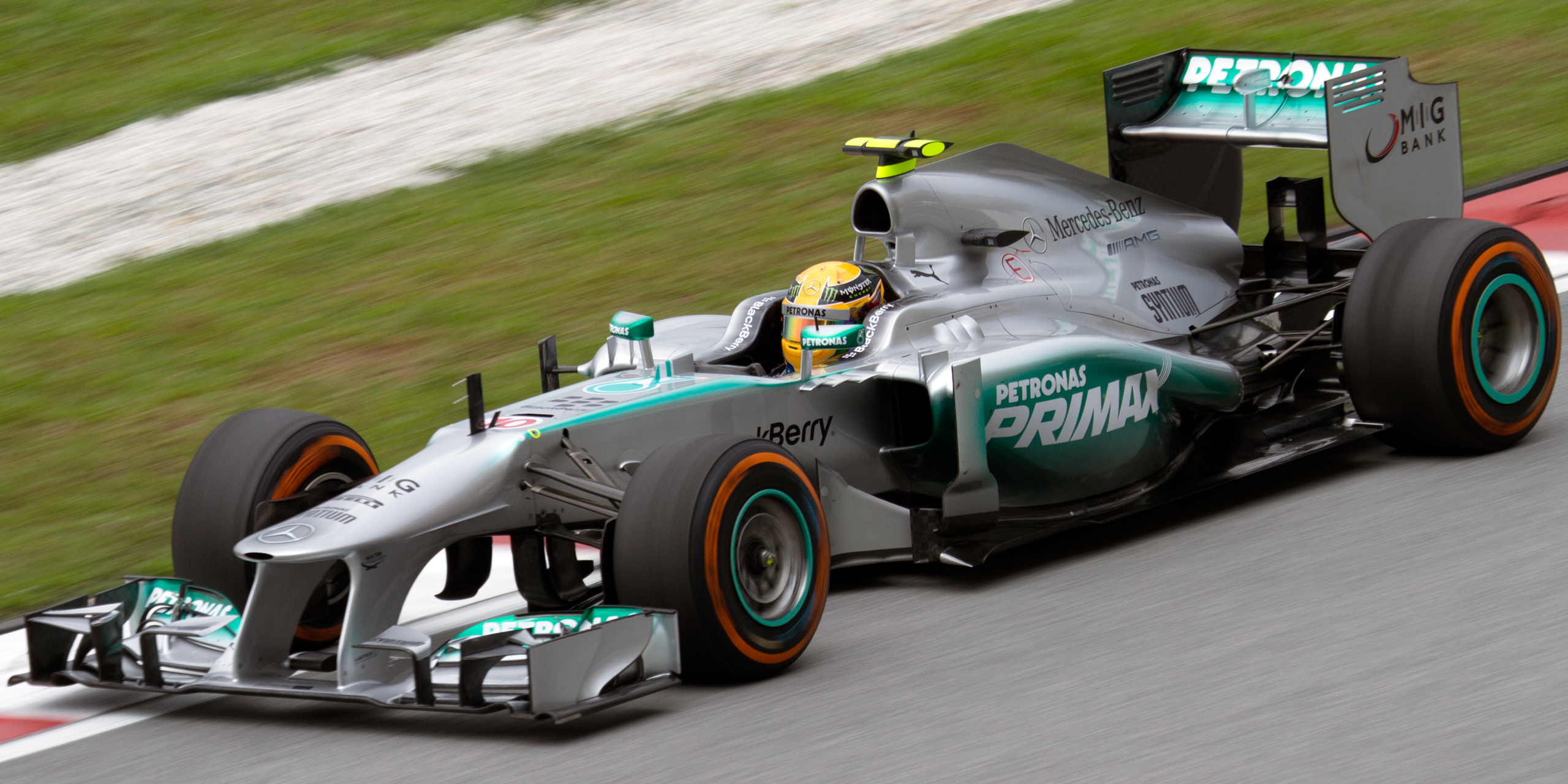
Hamilton in Malesia nel 2013

Le insistenti voci di corridoio che lo volevano in Mercedes a partire dal 2013 trovarono conferma il 28 settembre 2012, quando arrivò l'ufficialità sul sito della casa di Stoccarda. L'inglese prese quindi il posto di Michael Schumacher, che avrebbe annunciato il ritiro dalle competizioni qualche giorno dopo, il 4 ottobre 2012.
Hamilton cominciò la stagione con un quinto posto nel Gran Premio d'Australia, dove la Mercedes si rivelò competitiva in qualifica ma non all'altezza di Lotus, Ferrari e Red Bull in gara. Seguirono due terzi posti in Malesia e in Cina, dove il pilota inglese conquistò la pole position ma non fu in grado di mantenere il primo posto per l'eccessiva usura degli pneumatici. Questo fattore influì negativamente anche nelle gare successive, concluse fuori dal podio. In Canada Hamilton conquistò un altro terzo posto, mentre nei due Gran Premi seguenti, in Gran Bretagna e in Germania, il pilota inglese ottenne la pole position, ma concluse in entrambe le occasioni nuovamente fuori dal podio.
Hamilton colse la sua prima vittoria con la Mercedes nel Gran Premio d'Ungheria, nel quale conquistò anche la terza pole position consecutiva. Dopo il 3º posto di Spa-Francorchamps (in cui fece segnare il miglior tempo in qualifica), seguirono soltanto gare negative, che non furono sufficienti all'inglese per mantenere il 3º posto in classifica generale. Terminò la prima stagione in Mercedes al 4º posto con 189 punti.

##### 2014

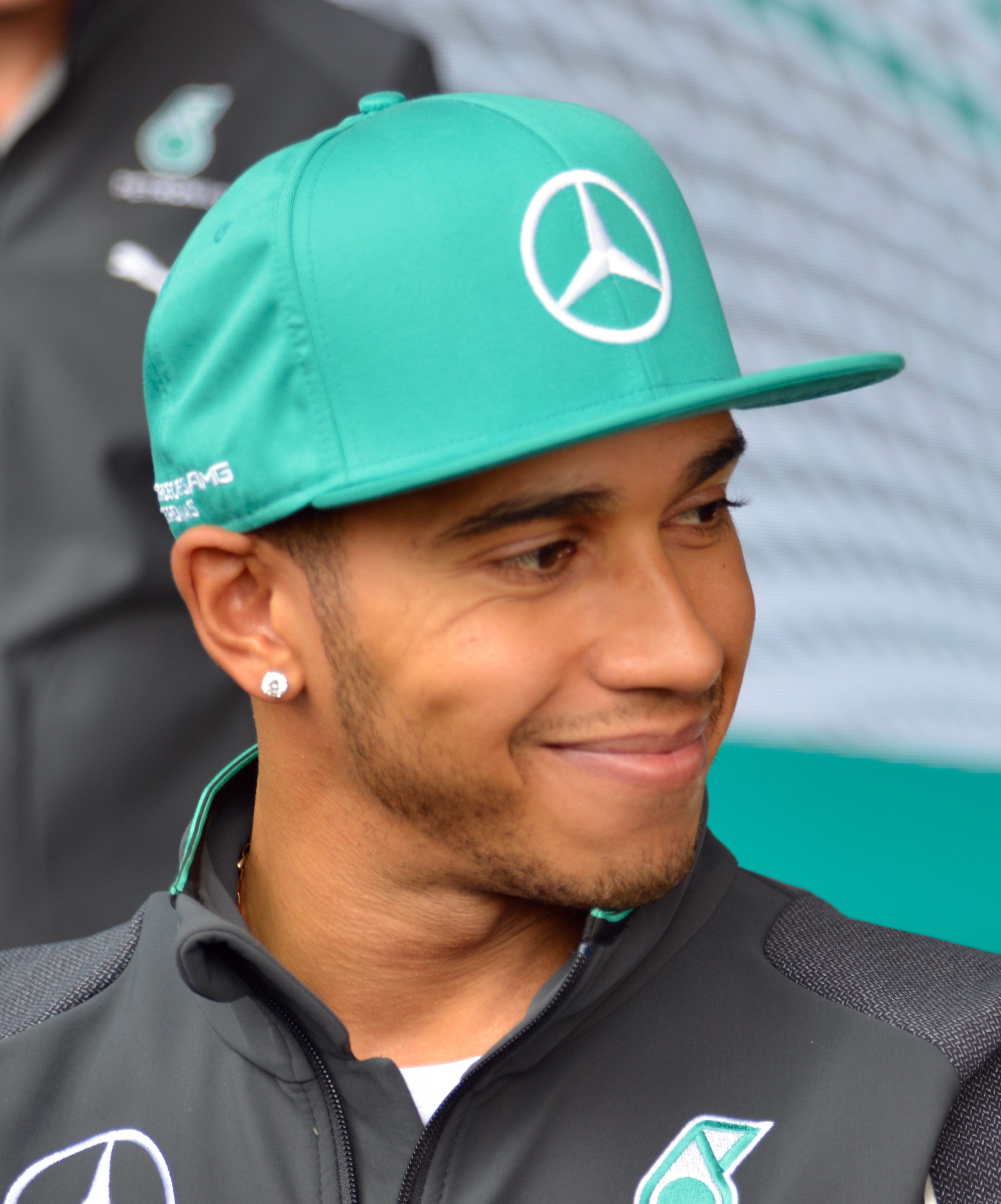
Hamilton al Gran Premio di Cina 2014

Nella stagione 2014 la Mercedes sfruttò le importanti novità tecniche introdotte (in particolare, dei nuovi motori turbocompressi in luogo dei V8 aspirati in uso fino all'anno precedente) per guadagnare un importante vantaggio sulla concorrenza. La superiorità tecnica della scuderia tedesca fu evidente già dai test invernali e si confermò anche a campionato incominciato.
Nella gara d'apertura a Melbourne, però, Hamilton fu costretto al ritiro per un problema tecnico dopo poche tornate, dopo essere partito dalla pole position. Il pilota britannico si rifece nel successivo Gran Premio della Malesia, nel quale ottenne il primo Grand Chelem in carriera, avendo fatto segnare pole position e giro veloce ed essendo rimasto in testa dal primo all'ultimo passaggio. Hamilton vinse anche in Bahrein (dopo un intenso duello con il compagno di squadra Rosberg), Cina e Spagna, portandosi in testa alla classifica. A Montecarlo fu invece Rosberg ad avere la meglio: Hamilton tornò alle spalle del compagno di squadra, vedendo poi aumentare il proprio svantaggio in Canada, dove fu costretto nuovamente al ritiro per problemi meccanici, e in Austria, dove giunse secondo dietro a Rosberg dopo essere scattato dalla nona posizione per un errore in qualifica.
Il pilota britannico arrivò quindi al Gran Premio di casa con uno svantaggio di 29 lunghezze da Rosberg. In qualifica Hamilton faticò, non riuscendo a interpretare al meglio le mutevoli condizioni del tracciato e piazzandosi in sesta posizione, ma in gara l'inglese rimontò e colse la quinta vittoria stagionale, approfittando anche del ritiro di Rosberg per ridurre considerevolmente il distacco in classifica. Nei successivi Gran Premi di Germania e Ungheria Hamilton fu costretto a partire dal fondo per problemi tecnici verificatisi sulla sua vettura durante le qualifiche. In entrambe le occasioni il pilota britannico riuscì a rimontare fino al terzo posto, nel secondo caso chiudendo davanti a Rosberg che era scattato dalla pole position.

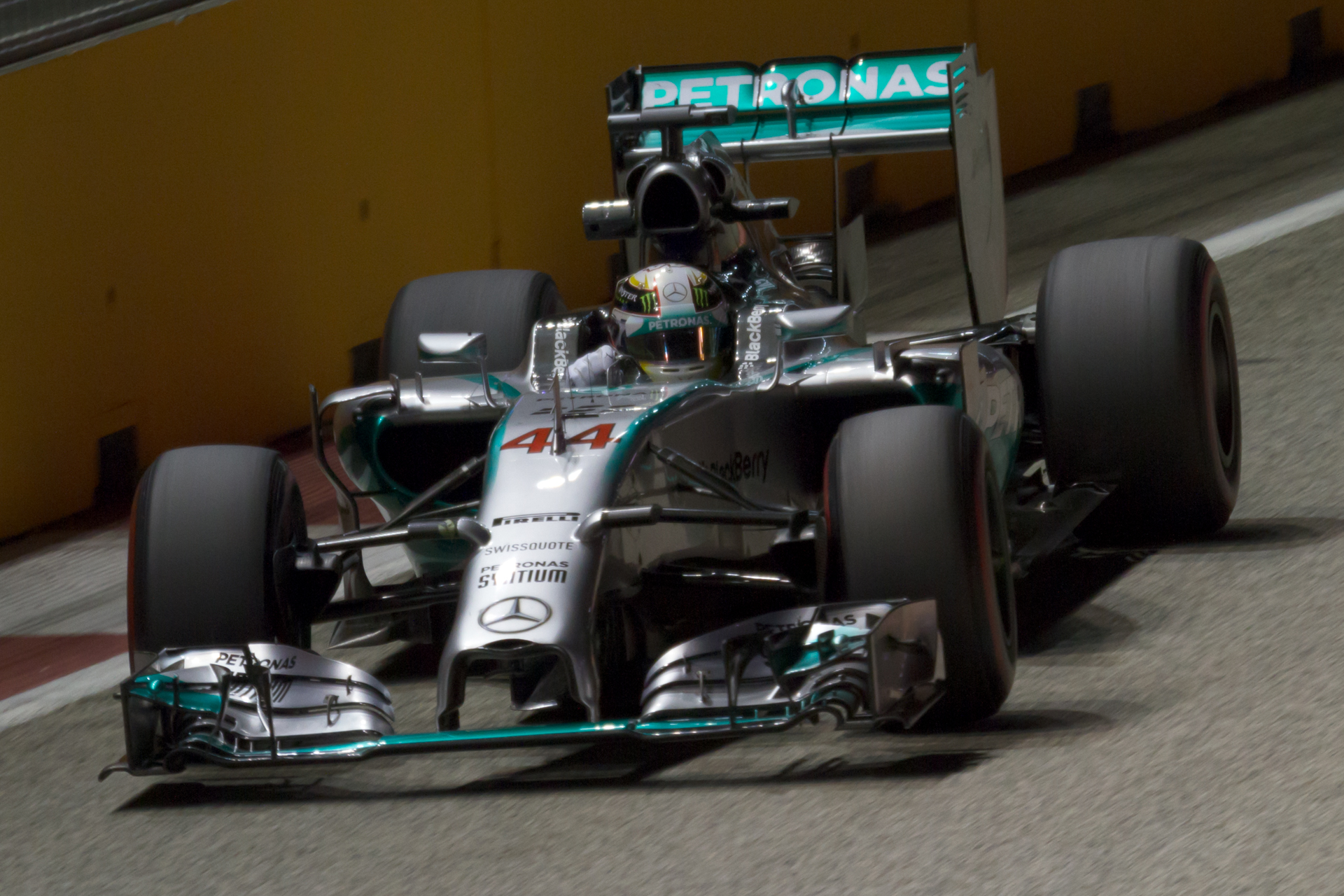
Hamilton durante le seconde prove libere del Gran Premio di Singapore 2014

In Belgio Hamilton e Rosberg vennero a contatto mentre il pilota tedesco, partito dalla pole, stava cercando di riguadagnare la testa della corsa dopo essere stato passato da Hamilton al via. L'inglese fu costretto a percorrere un intero giro con una gomma forata: la vettura si danneggiò sensibilmente, al punto da costringere Hamilton al ritiro a poche tornate dalla conclusione. Il contatto causò aspre polemiche tra i due a fine gara, con Rosberg che, arrivato secondo, riportò a 29 i punti di vantaggio su Hamilton. A Monza, invece, Hamilton sfruttò un errore in frenata del compagno di squadra per sopravanzarlo, andando a vincere proprio davanti a lui.
A Singapore Hamilton vinse nuovamente, approfittando del concomitante ritiro di Rosberg per riportarsi in testa alla classifica. Il pilota britannico consolidò la propria posizione nelle tre gare successive, conquistando altrettante vittorie (nonostante Rosberg fosse scattato dalla pole position in due di queste occasioni) e portando a 24 punti il proprio vantaggio dopo il Gran Premio degli Stati Uniti. Rosberg tenne aperta la lotta per il mondiale interrompendo la serie di vittorie di Hamilton nel Gran Premio del Brasile. All'ultima gara i due arrivarono separati da 17 punti: per via del doppio punteggio assegnato nel conclusivo Gran Premio di Abu Dhabi, in caso di vittoria di Rosberg, Hamilton avrebbe dovuto piazzarsi in seconda posizione per aggiudicarsi matematicamente il secondo titolo in carriera. In qualifica Hamilton venne battuto dal compagno di squadra, ma alla partenza il pilota britannico si portò in prima posizione e nei primi giri accumulò un vantaggio superiore ai 2 secondi. Rosberg fu poi messo fuori causa da problemi meccanici, consegnando definitivamente a Hamilton la vittoria nel mondiale, con 384 punti, 11 vittorie, e 16 podi (su 19 gare).

##### 2015

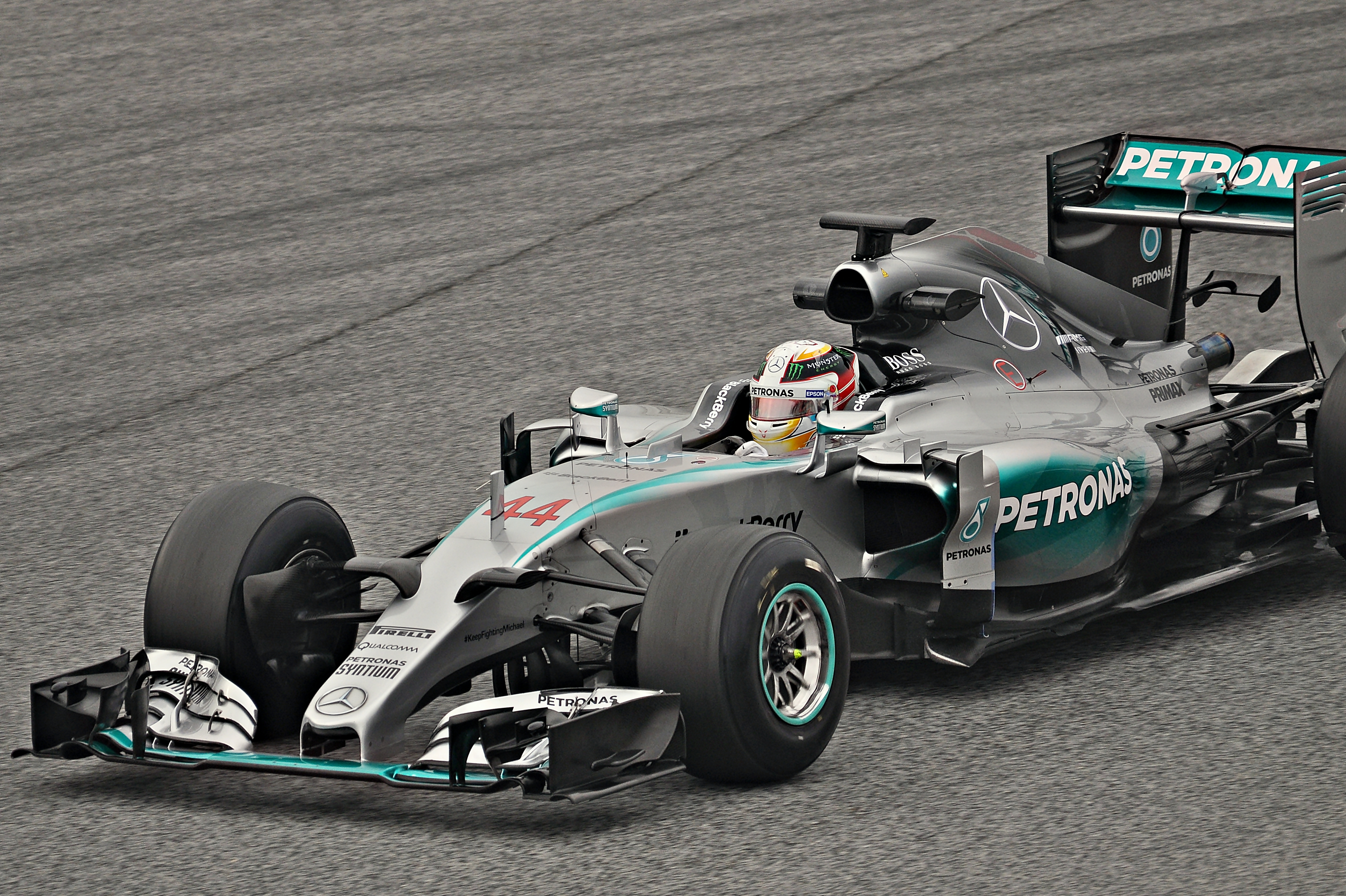
Hamilton in azione nei test invernali del 2015

Anche nel 2015 la Mercedes si rivelò la monoposto migliore del lotto sin dai test invernali. Hamilton iniziò la stagione cogliendo pole position e vittoria nel Gran Premio d'Australia, precedendo il compagno di squadra Rosberg sia in griglia di partenza che sul traguardo. Nel successivo Gran Premio della Malesia il pilota britannico conquistò la pole position, venendo però battuto in gara da Sebastian Vettel su Ferrari.
Hamilton tornò poi alla vittoria in Cina e in Bahrein, dopo essere scattato dalla pole position in entrambe le occasioni. Poco prima del Gran Premio di Monaco, la Mercedes annunciò il prolungamento del contratto del pilota inglese per altre tre stagioni, sino al 2018.
A Monaco ottenne la pole, ma in gara chiuse solo 3° dopo averla dominata a lungo: rientrato ai box durante i regimi di safety car, si ritrovò terzo. A Montréal ottenne una vittoria dopo essere partito in testa. Nel successivo Gran Premio d'Austria centrò la sua 45ª pole position. Nonostante la partenza dalla pole position, fu superato al via dal compagno di squadra Rosberg e terminò la gara in seconda posizione. Al termine del gran premio, Hamilton vide quindi il suo vantaggio su Rosberg ridursi a soli 10 punti. Nel Gran Premio di Gran Bretagna l'inglese ritornò alla vittoria; Dopo la pole guadagnata al sabato, in gara partì male ma sul finale, caratterizzato dalla pioggia battente, azzeccò il momento del pit stop e beffò Rosberg sul finale, vincendo davanti al tedesco della Mercedes e Vettel. Al successivo appuntamento in Ungheria, Hamilton scattò dalla prima posizione ma, a causa di una brutta partenza venne sopravanzato subito da Vettel, Räikkönen e Rosberg finendo in quarta posizione, che manterrà solo per pochi secondi a causa di un errore durante un tentativo di sorpasso sul compagno di squadra. Dovendo rimontare dalla decima posizione e ormai escluso dalla lotta per la vittoria, fu protagonista di alcuni errori nelle ultime fasi della gara che lo relegarono alla sesta posizione finale.

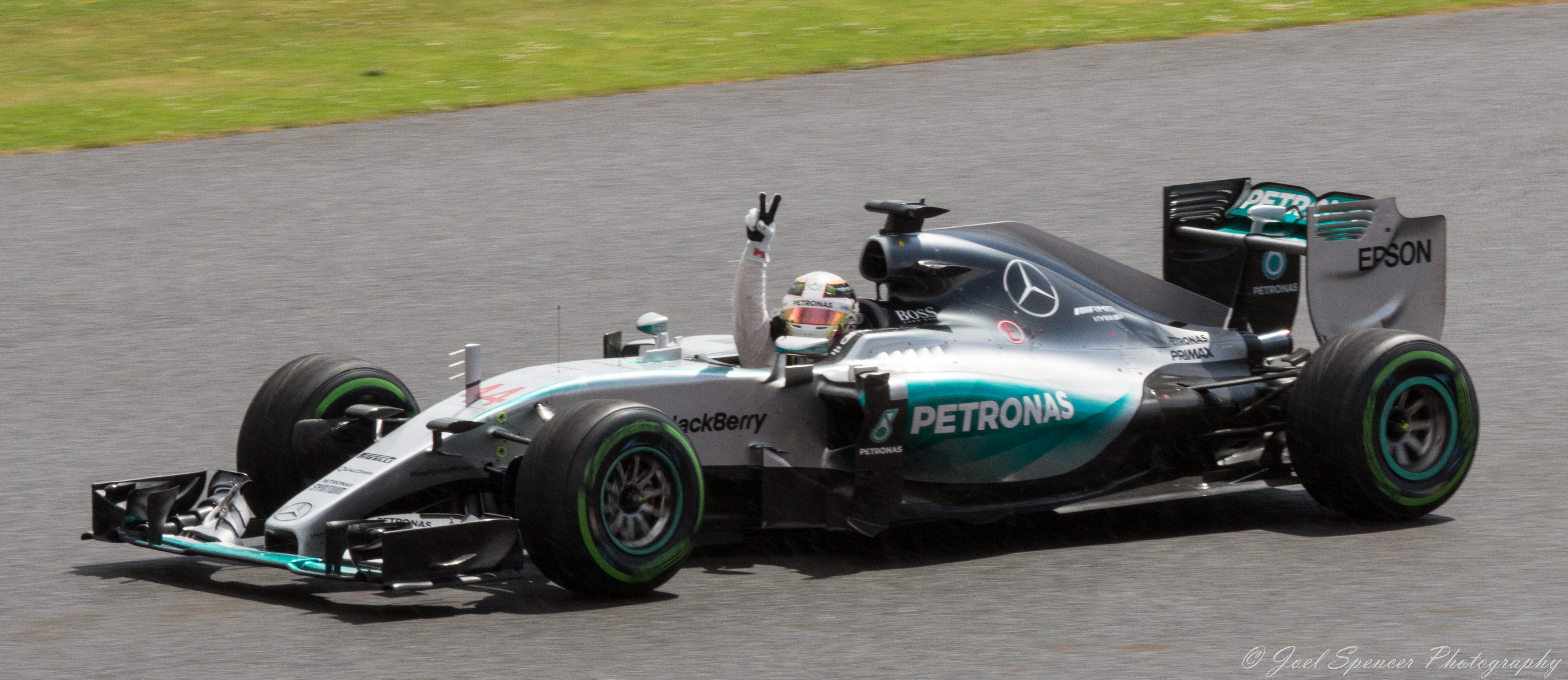
Hamilton trionfa nel Gran Premio casalingo di Silverstone

Nel successivo appuntamento a Spa, Hamilton firmò la sua trentanovesima vittoria dopo essere partito dalla pole position e aver battuto il proprio compagno di squadra arrivato secondo. Due settimane dopo dominò il Gran Premio d'Italia arrivando primo con 25" di vantaggio su Vettel ed ottenendo la sua 40ª vittoria in carriera (ad un successo di distanza dal pilota tedesco ed Ayrton Senna), che lo portò a 53 punti di vantaggio sul compagno di squadra Rosberg. Ottenne inoltre il secondo grand chelem della carriera con pole position, giro veloce, gara e rimanendo in testa dal 1º all'ultimo giro. Al termine della gara si verificò un'indagine riguardo a una possibile pressione irregolare degli pneumatici della Mercedes, ma dopo chiarimenti effettuati dalla squadra tedesca non si ricorse ad alcuna sanzione. Nel successivo Gran Premio di Singapore, la Mercedes fu in difficoltà e Lewis venne costretto al primo ritiro stagionale. Vinse comunque sia in Giappone sia in Russia, nonostante fosse stato il compagno Nico Rosberg a conquistare la pole position.
Il 25 ottobre vinse il Gran Premio di Austin e conquistò matematicamente il terzo campionato del mondo piloti dopo una gara caratterizzata da una condizione di umido iniziale e il successivo cambio gomme dalle intermedie alle slick, con l'asciugarsi della pista, oltre alle numerose safety car impiegate, dovute a diversi incidenti e ritiri (in totale otto nel gran premio) che spezzarono più volte il ritmo della gara. Nel Gran Premio del Messico partì e terminò secondo alle spalle di Rosberg, così come in Brasile e ad Abu Dhabi.

##### 2016
Il 2016 sembrò iniziare bene per il pilota britannico, con la conquista della 50ª pole in carriera nel GP d'Australia. In gara Hamilton, scattato malissimo, non riuscì ad imporre il proprio ritmo trovandosi 6° dopo il primo giro. Grazie alla bandiera rossa, a causa dell'incidente di Fernando Alonso, il pilota della Mercedes riuscì a limitare i danni risalendo fino alla 2ª posizione, dietro al vincitore della gara, il compagno di squadra Rosberg.
Al secondo appuntamento della stagione in Bahrein ottenne la sua 51ª pole position, siglando anche il record del circuito, ma alla partenza della gara venne superato nello scatto da Rosberg, e alla prima curva fu urtato dal finlandese della Williams Bottas (successivamente penalizzato con un drive through). Il contatto compromise l'aerodinamica di Hamilton che malgrado le difficoltà, riuscì tuttavia a rimontare, terminando la contesa in 3ª posizione. Nelle successive due gare, in Cina e Russia, Hamilton accusò problemi di affidabilità nelle qualifiche dovendo partire in ultima posizione in Cina e decimo in Russia. Mentre nel GP di Cina Hamilton non andò oltre il settimo posto, penalizzato da un incidente al via con lo svedese della Sauber Marcus Ericsson, in Russia l'Inglese della Mercedes riuscì a rimontare arrivando secondo, dietro al compagno di squadra Rosberg.
Malgrado l'evidente superiorità tecnica della Mercedes, i ripetuti problemi di affidabilità della vettura di Hamilton portarono alcuni sostenitori della scuderia tedesca ad ipotizzare una possibile cospirazione contro il campione del mondo in carica, ma queste teorie vennero fermamente negate dal direttore esecutivo Toto Wolff.

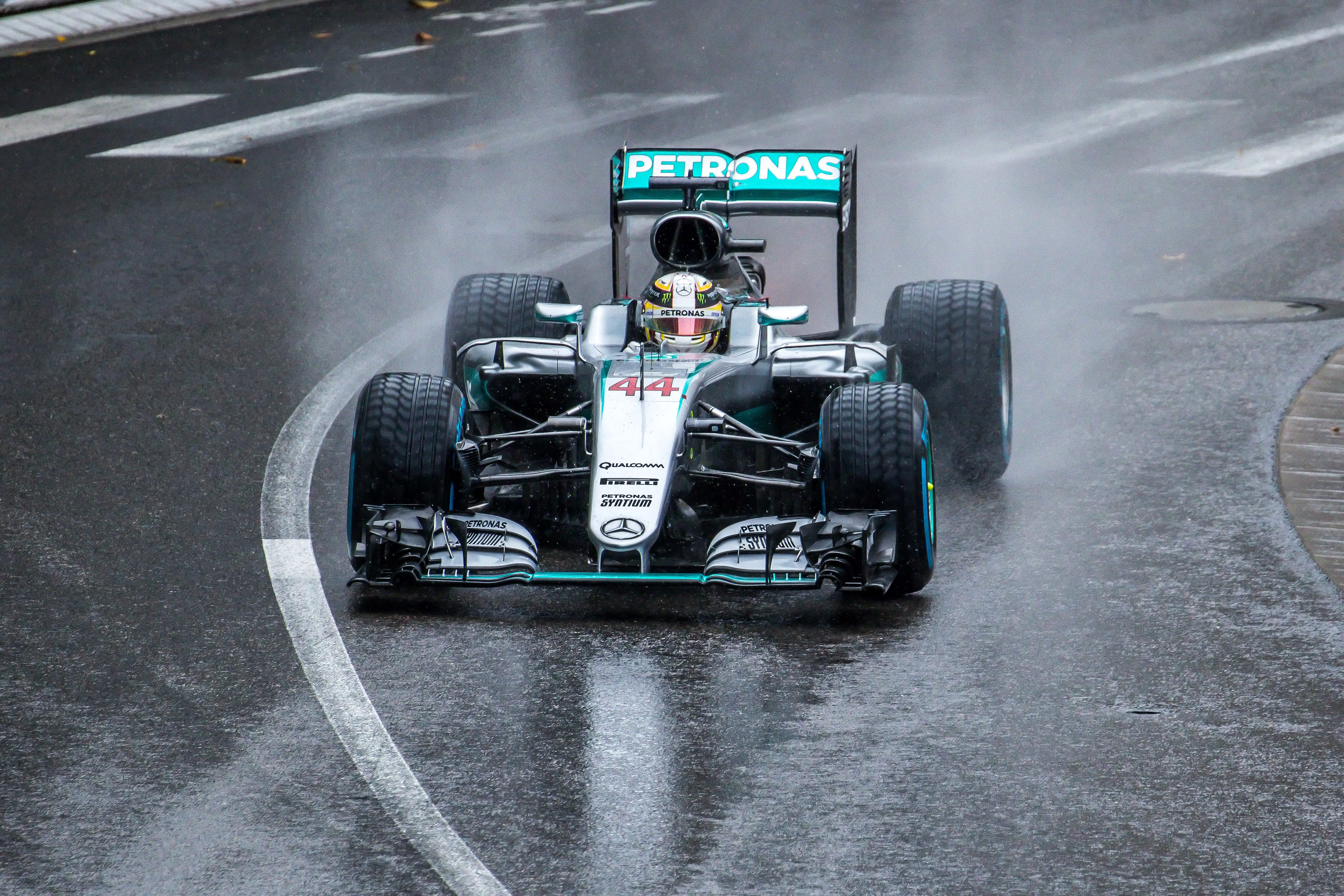
Hamilton nel vittorioso Gran Premio di Monaco 2016

Durante il successivo Gran Premio di Spagna, dopo aver realizzato la pole position in qualifica, Lewis Hamilton fu superato, al via, da Nico Rosberg. Giunti alla Repsol Hamilton cercò di ripassare Rosberg, che chiuse però la traiettoria al britannico. La vettura uscì dal tracciato e, ormai senza controllo, colpì la parte posteriore della macchina di Rosberg: entrambi finirono nella via di fuga e si ritirarono. Venne interrotta così una striscia di 10 vittorie consecutive per una Mercedes. Nel Gran Premio di Monaco, dopo essere scattato dalla terza casella, superò prima il compagno di scuderia Nico Rosberg, e poi con una grande strategia su una sosta sopravanzò il leader Daniel Ricciardo, vincendo la sua prima gara dell'anno. In Canada, dopo aver fatto la pole position, scattò male ma vinse superando Sebastian Vettel, grazie ad una tattica più conservativa.
Nel Gran Premio d'Europa chiuse quinto, dopo essere scattato dalla decima piazza per via di un incidente in qualifica. Nel successivo Gran Premio d'Austria ottenne la pole position davanti a Rosberg, che fu poi penalizzato di cinque posizioni e partì sesto. In gara si ritrovò secondo dietro al compagno di scuderia che aveva rimontato fino alla testa, ma all'ultimo giro tentò di sorpassarlo e i due entrarono in contatto. Hamilton vinse e Rosberg terminò quarto con la monoposto danneggiata riducendo lo svantaggio in classifica generale a 11 punti dal compagno di squadra. Nel Gran Premio di casa in Gran Bretagna, Hamilton vinse agevolmente, dopo aver segnato anche la pole position in qualifica. Con questa vittoria (la quarta in Gran Premio di Gran Bretagna, la terza consecutiva) accorciò lo svantaggio dal compagno di squadra Nico Rosberg a solo una lunghezza, complice una penalizzazione di quest'ultimo. Vinse poi sia in Ungheria sia in Germania, prendendo la leadership del mondiale. Nel Gran Premio del Belgio, Hamilton, partito in ultima fila per aver sostituito tutto il pacchetto motore, approfittando di ritiri ed incidenti, si piazzò terzo. Il vincitore fu Rosberg, che diminuì il distacco dal pilota britannico di 10 punti. In Italia arrivò secondo, dopo aver perso la possibilità di lottare per la vittoria in partenza. A Singapore chiuse terzo, mai in lotta per la vittoria. In Malesia, mentre era in testa, fu costretto a ritirarsi per problemi al motore. In Giappone chiuse terzo, non riuscendo a sorpassare Max Verstappen nei giri finali. Negli Stati Uniti dominò la gara dopo essere partito dalla pole, concludendo primo davanti a Nico Rosberg e riducendo lo svantaggio a 26 punti da quest'ultimo nel mondiale.
In Messico arrivò un'altra vittoria che gli consentì di eguagliare Alain Prost al secondo posto della classifica dei piloti con più vittorie nella storia e di tenere il mondiale aperto con 19 punti di distacco dal compagno di scuderia a due gare dalla conclusione. Il britannico vinse in Brasile davanti a Rosberg, ritrovandosi a sole 12 lunghezze di distacco. Ad Abu Dhabi vinse dalla pole, ma non gli bastò perché Rosberg arrivò secondo, perdendo il titolo per soli 5 punti. Chiuse secondo nel mondiale con 10 vittorie (una in più di Rosberg) e 380 punti.

#### Le lotte per il titolo con Vettel e Verstappen (2017-2021)

##### 2017
Nella stagione 2017 il suo nuovo compagno di squadra fu l'ex Williams Valtteri Bottas, a causa del ritiro dalla Formula 1 di Nico Rosberg. Il campionato per Lewis iniziò con una pole in Australia; in gara, però, giunse secondo dietro Sebastian Vettel, dopo essere stato condizionato da una perdita di tempo dietro Max Verstappen. In Cina ottenne di nuovo la pole, ma questa volta dominò la gara, ottenendo anche il Grand Chelem. Dopo un secondo posto in Bahrein e un quarto in Russia, tornò alla vittoria in Spagna in una gara in cui, dopo essere partito dalla pole, si fece bruciare alla partenza da Vettel ma poi, grazie anche a un'ottima strategia, si mise in condizione di poterlo attaccare con gomme di mescola più morbida di quelle del pilota della Ferrari, sorpassandolo al 44º giro e andando a vincere.

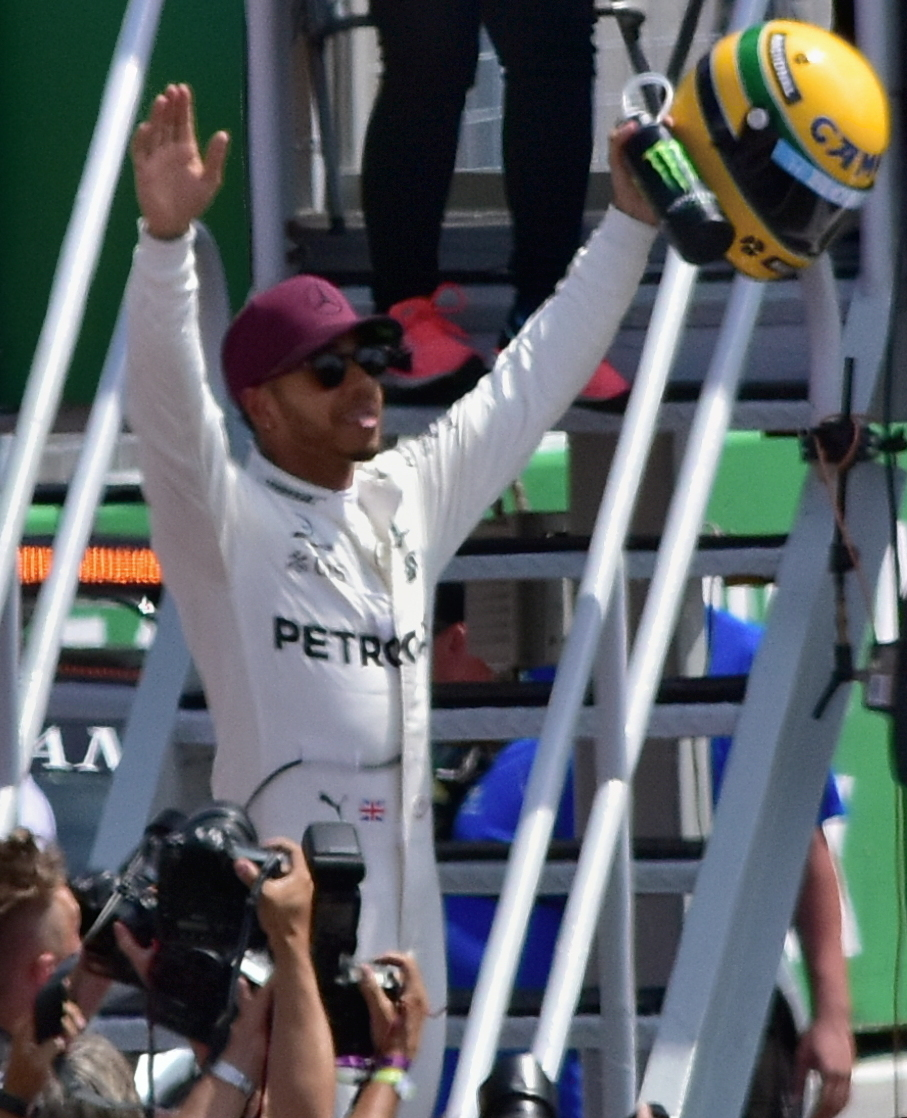
Hamilton in Canada, dopo avere eguagliato il record di pole position di Ayrton Senna, mostra il casco del brasiliano donatogli dalla famiglia del pilota scomparso

A Monaco, in qualifica fu eliminato in Q2, dopo aver commesso degli errori ed aver trovato le bandiere gialle nel suo ultimo giro. In gara riuscì a recuperare qualche posizione e terminò al settimo posto, mentre Vettel vinse la corsa e allungò in classifica. In Canada ottenne la 65ª pole position in carriera, raggiungendo il suo idolo Ayrton Senna; il giorno seguente dominò la corsa ottenendo il suo secondo Grand Chelem della stagione. Nel Gran Premio d'Azerbaigian, durante il regime di safety car, Hamilton fu tamponato da Vettel mentre era in testa; alcuni giri dopo la bandiera rossa il britannico venne costretto ad entrare ai box per sostituire la protezione per la testa perché non era stata fissata in modo corretto e chiuse quinto dietro a Vettel che, mentre era al comando, fu penalizzato di uno stop&go di 10 secondi. In Austria l'inglese dovette sostituire il cambio danneggiato e quindi fu penalizzato di 5 posizioni. In gara Lewis deve accontentarsi del quarto posto dopo una lotta per il podio con la Red Bull di Daniel Ricciardo. Nel Gran Premio di Gran Bretagna, Hamilton ottenne il quinto Grand Chelem in carriera, il terzo in stagione, ma in Ungheria Vettel vinse mentre Lewis chiuse quarto. Con questi risultati l'inglese si ritrovò con quattordici punti di svantaggio dal Ferrarista. 

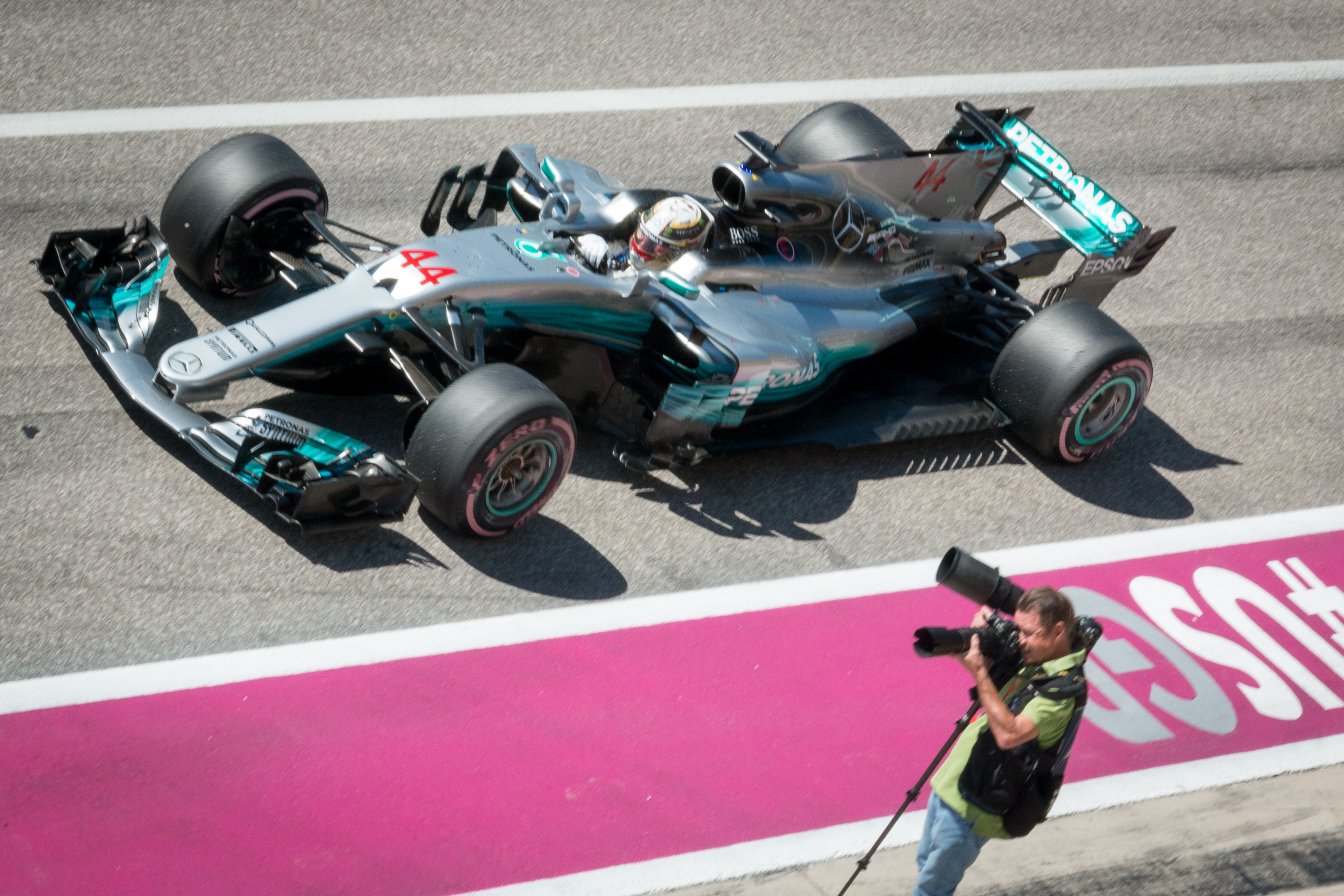
Hamilton al Gran Premio degli Stati Uniti d'America 2017.

Nel Gran Premio del Belgio, Lewis ottenne la 68ª pole position eguagliando così Michael Schumacher e con la Pole anche nel Gran Premio successivo, a Monza superò il campione tedesco stabilendo il record assoluto per la Formula 1. Inoltre, ottenne la vittoria in entrambi i Gran Premi, salendo in testa alla classifica piloti. A Singapore conquistò la sua terza vittoria consecutiva, mentre Vettel fu costretto al ritiro.
In Malesia giunse secondo dietro Verstappen, vincendo poi in Giappone e a fronte del ritiro di Vettel, portò il suo vantaggio a 59 punti sul rivale. Con la vittoria negli Stati Uniti d'America aumentò ulteriormente il distacco e in Messico con il nono posto si laureò campione con due gran premi d'anticipo. In Brasile parte dalla pit lane per un incidente in qualifica, ma recuperò fino al quarto posto, mentre nel ultima gara ad Abu Dhabi arrivò secondo alle spalle del compagno di scuderia Bottas. Concluse così la stagione con 9 successi, 13 podi (su 20 gare) e 363 punti iridati.

##### 2018
Nel 2018 Hamilton cominciò la stagione ottenendo la pole nel Gran Premio d'Australia; il giorno seguente chiuse tuttavia secondo e la vittoria andò alla Ferrari di Sebastian Vettel. Nella seconda gara in Bahrein, per via della sostituzione del cambio partì nono, ma in gara risalì fino al terzo posto. Dopo il quarto posto in Cina vinse la sua prima gara stagionale in Azerbaigian, portandosi in testa al Mondiale Piloti con 70 punti. Si ripeté nel Gran Premio di Spagna, mentre a Monaco chiuse terzo dietro Ricciardo e Vettel. Con il quinto posto in Canada perse la leadership del Mondiale in favore di Vettel. In occasione del Gran Premio di Francia riconquistò la testa della classifica generale grazie alla sua terza vittoria stagionale, ma in Austria venne tradito dalla sua power unit, interrompendo così una serie di 33 gare consecutive senza ritiri e riperdendo la testa del mondiale. Nel Gran Premio di casa Hamilton non riuscì ad andare oltre il secondo posto, perdendo altri punti nei confronti di Vettel.

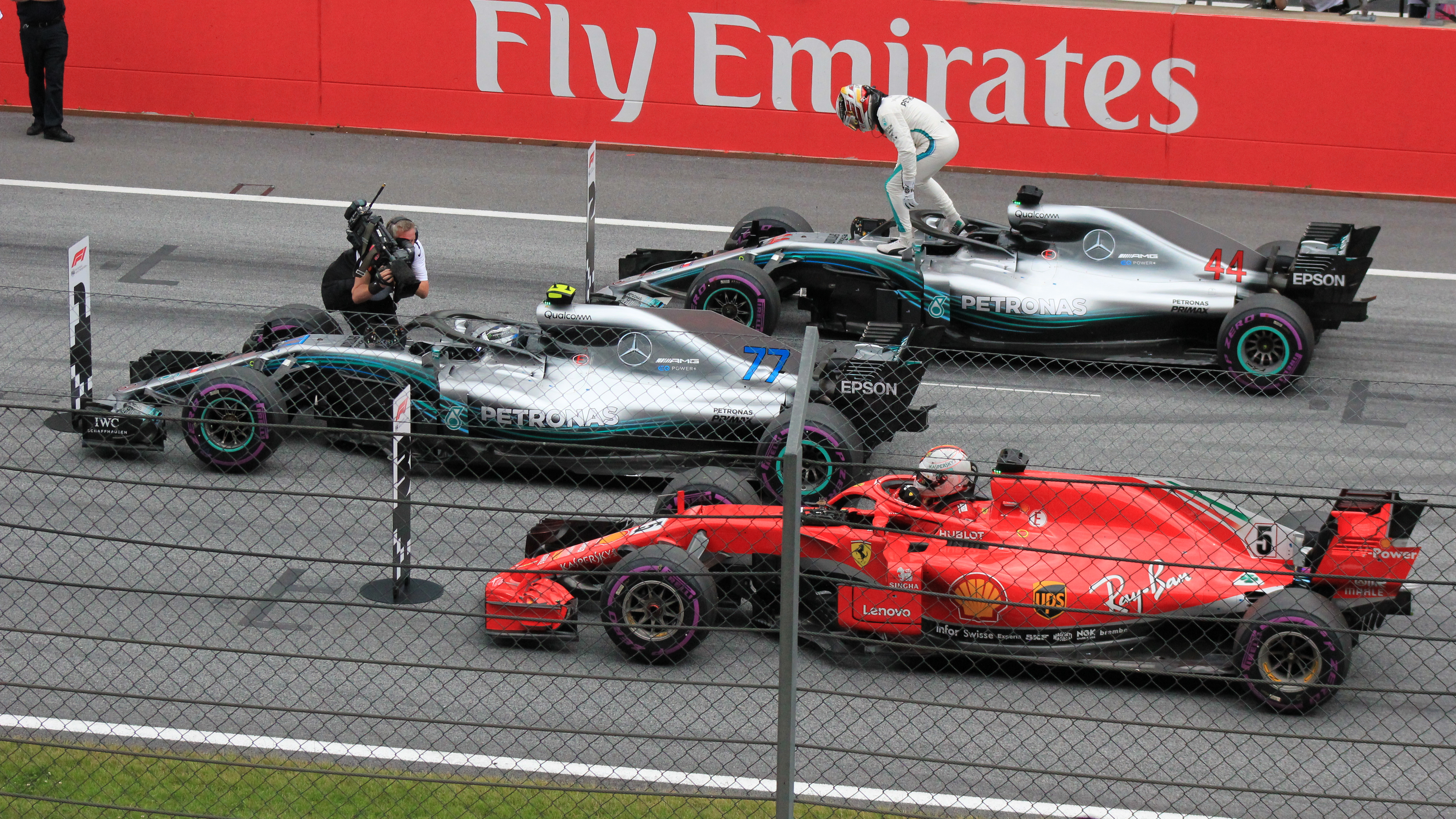
Dall'alto in basso: Hamilton, Bottas e Vettel dopo le qualifiche del Gran Premio d'Austria 2018

Due settimane dopo ad Hockenheim l'inglese non prese parte alla Q2 per un problema al cambio della sua W09, motivo per il quale il campione del mondo fu costretto a partire in 14ª posizione. In gara rimontò grazie alla sua sensibilità e capacità di guida sul bagnato fino a vincere il Gran Premio, mentre il rivale tedesco fu costretto al ritiro per un'uscita di pista. Questo risultato portò Lewis di nuovo al comando della classifica. In Ungheria ottenne la pole position sul bagnato, e il giorno seguente la vittoria davanti a Vettel, allungando in classifica. Dopo la pausa estiva, in Belgio chiuse secondo dietro al rivale dopo essere partito in pole. Dal Gran Premio d'Italia a Monza innescò una serie consecutiva di 4 vittorie, che gli permisero di consolidare notevolmente la sua leadership iridata su Vettel in classifica.
Nella successiva tappa del mondiale, negli Stati Uniti, il pilota inglese si piazzò al terzo posto; tale piazzamento gli consentì di allungare ancora in campionato e mantenere un margine rassicurante (+70), vedendo così avvicinarsi il titolo iridato. La settimana dopo, in Messico, nonostante una gara difficile, chiuse definitivamente i giochi iridati, terminando 4º e confermandosi matematicamente campione del mondo per la quinta volta in carriera, sulla stessa pista in cui aveva conquistato il mondiale l'anno prima, eguagliando così i titoli mondiali di Juan Manuel Fangio.
In Brasile, con la sua vittoria garantì inoltre aritmeticamente il titolo Costruttori alla Mercedes per il 5º anno consecutivo (seconda striscia più vincente di sempre, dietro solamente a quella della Ferrari, a quota 6 successi iridati di fila ottenuti tra il 1999 e il 2004). Nell'ultimo appuntamento di Abu Dhabi, la 100ª gara dell'era turbo-ibrida, Hamilton, dopo l'undicesima pole dell'anno, riuscì a confermarsi anche in gara cogliendo la vittoria: concluse così la stagione con 11 successi, 17 podi (così come nel 2015 e nel 2016, record peraltro condiviso anche con Vettel e Schumacher) e 408 punti, record assoluto di punti in una stagione. Con l'ultima gara raggiunse e superò la soglia dei 3 000 punti iridati, primo pilota nella storia ad ottenere tale traguardo.

##### 2019

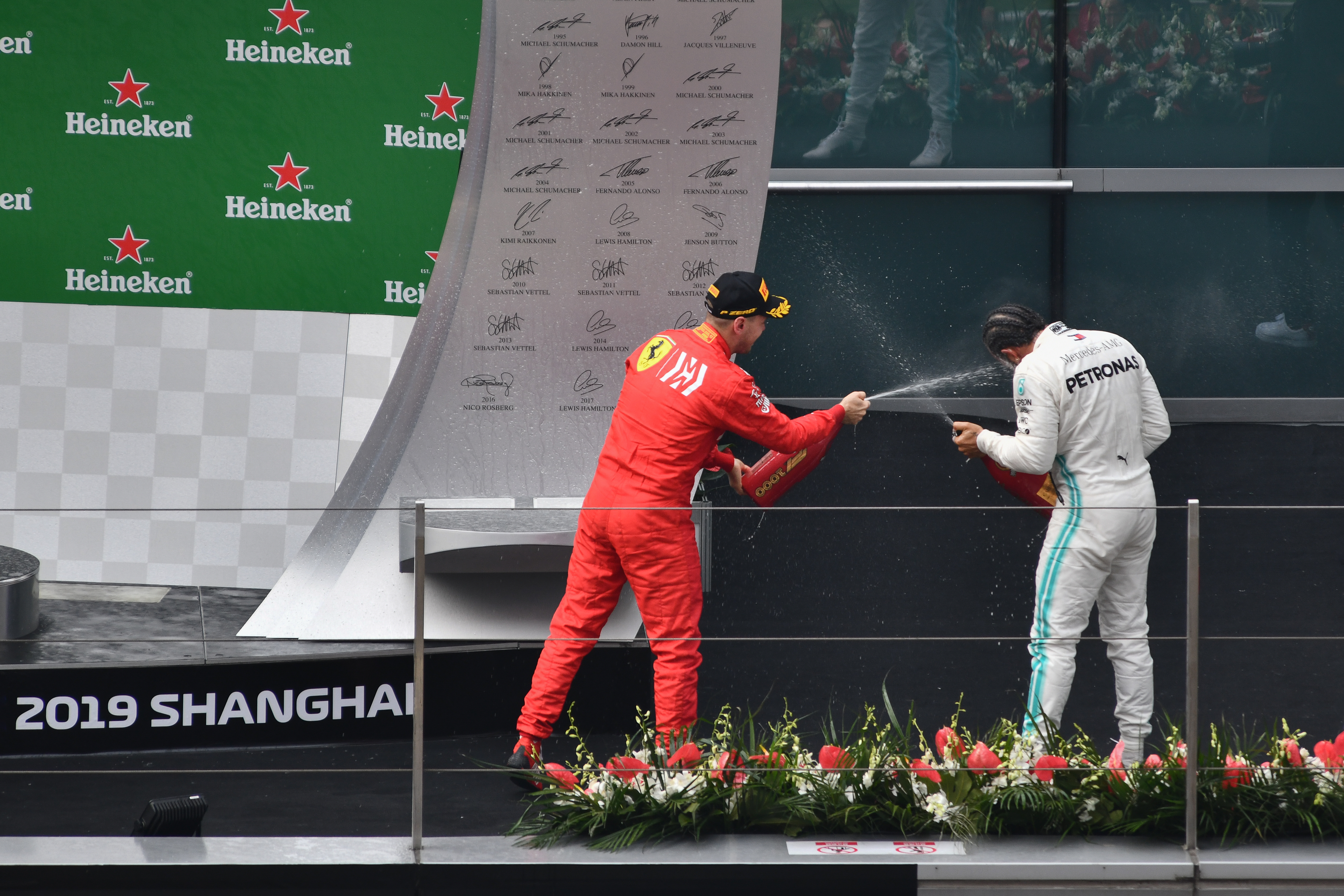
Hamilton festeggia sul podio del Gran Premio di Cina insieme a Vettel.

Per la stagione 2019 Hamilton risultò essere il pilota più pagato della Formula 1, percependo circa 40 milioni di sterline. Il 2019 si aprì, come di consueto, con la tappa inaugurale in Australia, nella quale Hamilton colse la piazza d'onore, non riuscendo a sfruttare la pole e venendo sopravanzato al via da Valtteri Bottas. In Bahrein, dopo essere partito dalla terza posizione, riuscì a vincere il Gran Premio guadagnando la prima posizione a una decina di giri dalla fine ai danni di Leclerc, rallentato da problemi al motore. Il GP seguente fu quello della Cina e il 1 000° nella storia della Formula 1: partito secondo, Hamilton riuscì a vincere davanti a Bottas mentre si dovette accontentare del secondo posto nella gara di Baku, in Azerbaigian. In seguito Lewis ottenne quattro vittorie consecutive, in Spagna, a Monaco, in Canada e in Francia. In particolare nella gara canadese la vittoria arrivò con polemiche dopo la penalizzazione di Sebastian Vettel.

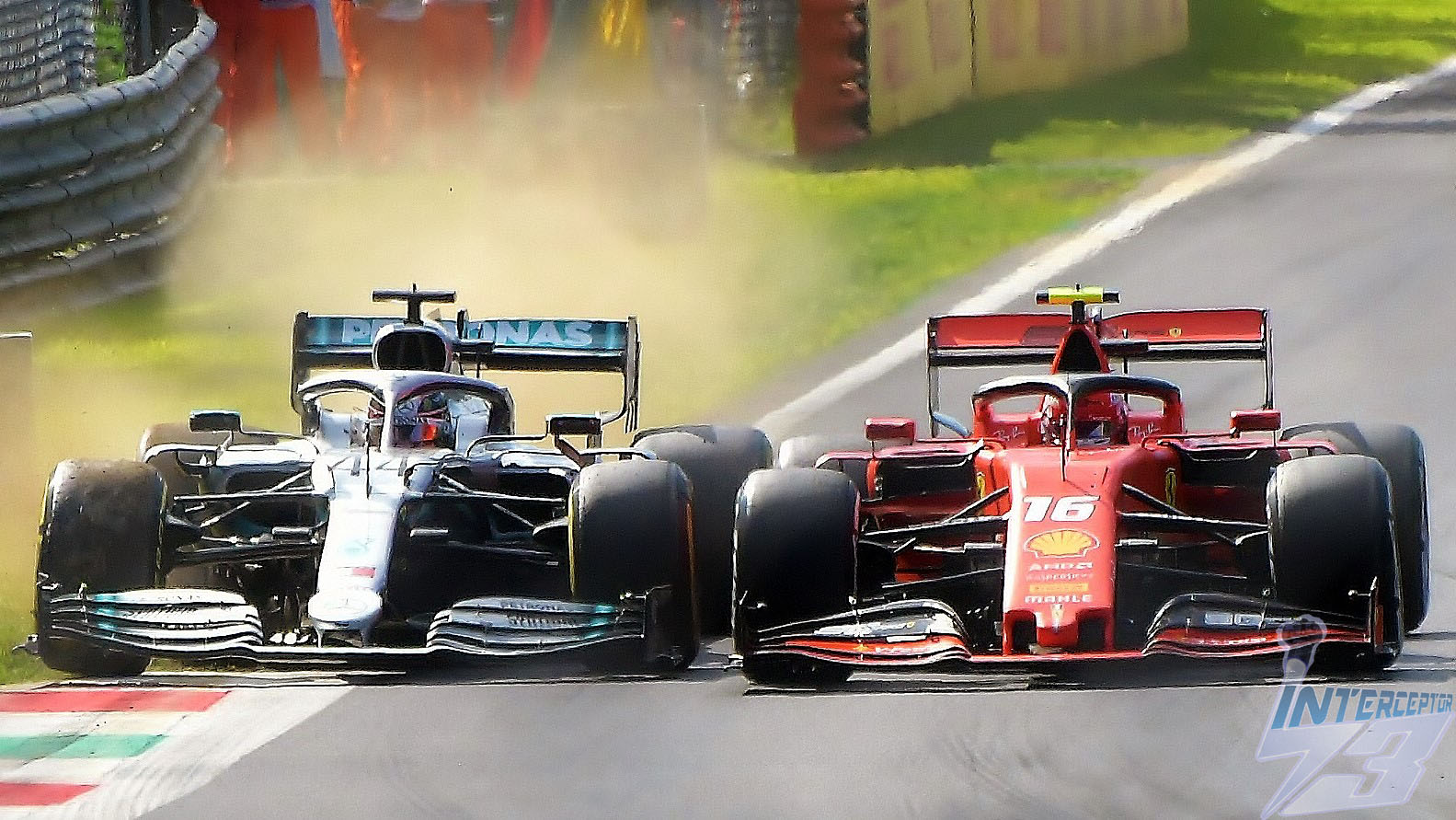
Hamilton in battaglia con Charles Leclerc per la vittoria del Gran Premio d'Italia 2019.

Subì una battuta d'arresto in Austria, in cui la sua W10 EQ Power+ accusò problemi di surriscaldamento del motore e difficoltà legate alla gestione delle gomme che ne condizionarono la prestazione, relegando Lewis al 5° posto. A Silverstone, trovò il modo di riscattarsi trionfando davanti al pubblico di casa e cogliendo la vittoria nº 80 in carriera, la sesta sulla pista inglese (primo pilota a riuscirci), nonché la settima in 10 gare; questi risultati gli consentirono di allungare ancora in classifica proprio sul compagno di squadra, giunto alle sue spalle. In Germania ottenne la Pole, ma la gara il giorno seguente si rivelò la peggiore della stagione, conclusa al nono posto in una situazione rocambolesca con condizioni meteo variabili e la pista spesso bagnata. La settimana seguente, in Ungheria, dopo essere scattato dalla terza posizione, conquistò la vittoria numero 81 in carriera, l'ottava in stagione, la settima sulla pista dell'Hungaroring (al pari di Montréal), nonché la 60ª con la Mercedes.
Dopo questa gara, l'ultima prima della pausa estiva, Hamilton si trovò saldamente in testa alla graduatoria consolidando ulteriormente la leadership iridata, potendo contare su un margine di 62 punti su Bottas, il rivale più vicino, e distacchi ancora superiori sugli altri piloti. Dopo essere arrivato secondo in Belgio e terzo in Italia (entrambe le gare furono vinte da Charles Leclerc) e quarto a Singapore, Hamilton si riprese vincendo in Russia, giungendo terzo in Giappone, vincendo di nuovo in Messico e giungendo secondo in America. Al Gran Premio del Brasile, dopo essere giunto terzo (e aver duellato fino alla fine con Pierre Gasly) fu penalizzato per aver speronato e messo fuori gara Alexander Albon, e retrocedette al settimo posto, per poi concludere bene la stagione vincendo ad Abu Dhabi e conquistando il sesto Grand Chelem della carriera (pole, giro veloce, vittoria, e gara per tutti i giri in testa). Hamilton concluse la stagione con 11 vittorie, 17 podi (su 21 gare) e perfezionando il record dell'anno precedente, arrivando a 413 punti.

##### 2020

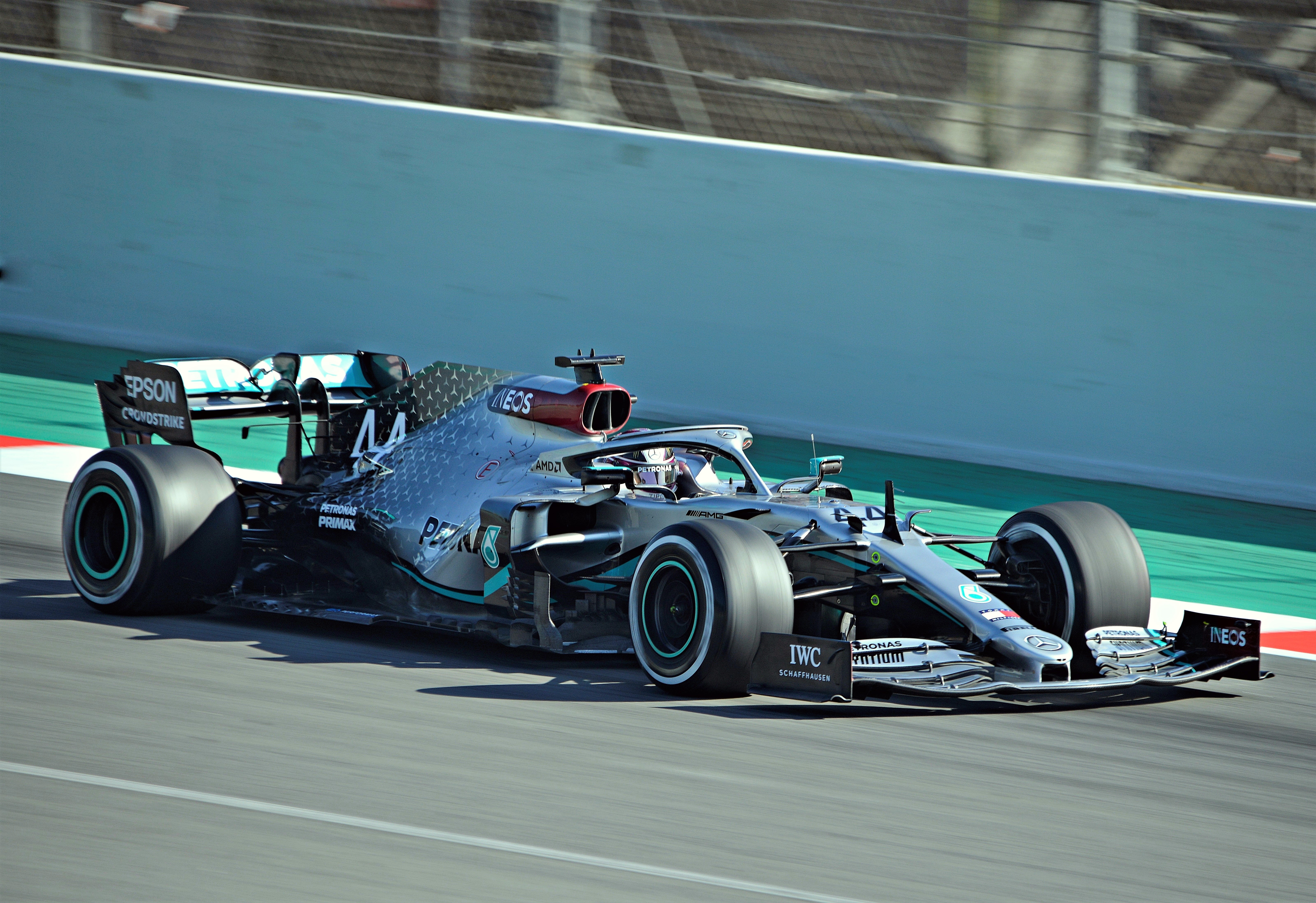
Hamilton durante i test prestagionali 2020.

La stagione 2020 risultò significativa nella carriera di Hamilton perché i risultati gli consentono di battere numerosi record. Questa stagione fu caratterizzata dalla Pandemia di COVID-19 e da un numero molto limitato (o totalmente assente) di spettatori durante le gare, per le restrizioni anti-covid e la prevenzione dei contagi. La prima gara della stagione per Hamilton non partì nel modo migliore: in Austria arrivò quarto dopo una penalizzazione di cinque secondi. Tuttavia il pilota si riprese subito, vincendo nelle seguenti tre gare in Stiria, Ungheria (dove stabilì il record per maggior numero di vittorie su un singolo circuito, 8) e Gran Bretagna, gara rocambolesca che lo vide trionfare su tre ruote dopo una foratura che in precedenza aveva colpito anche il suo compagno di squadra Bottas, giunto fuori dalla zona punti.

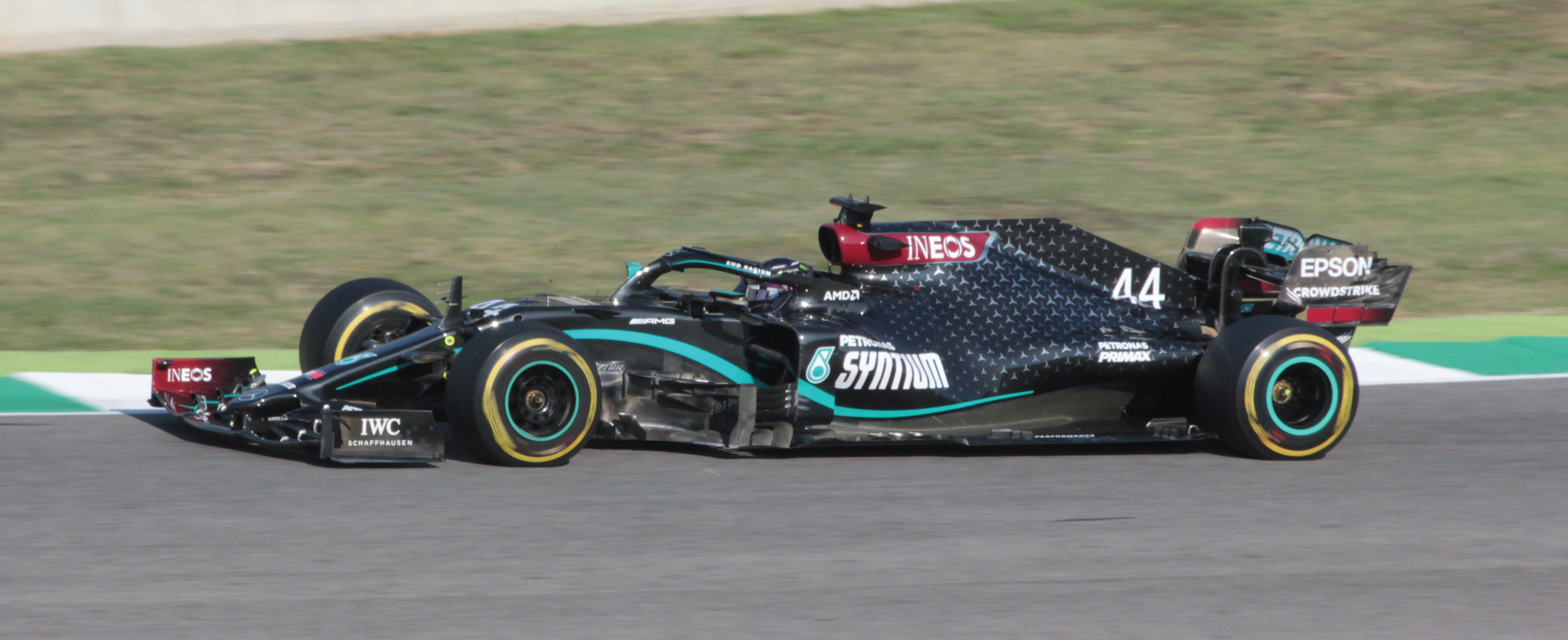
Hamilton al Gran Premio della Toscana 2020 con la Mercedes W11 in livrea nera.

Nel Gran Premio del 70º Anniversario, interruppe la sua striscia di vittorie arrivando secondo dietro a Max Verstappen, per poi tornare a sbancare consecutivamente in Spagna e in Belgio. Dopo il settimo posto nel Gran Premio d'Italia raggiunse la 90ª vittoria della carriera in Toscana (dove nel frattempo batté il record del numero di Gran Premi conclusi senza ritirarsi di Nick Heidfeld e consecutivamente di Gran Premi conclusi a punti, da lui stesso già detenuto). Dopo essere arrivato terzo in Russia, Hamilton conquistò il suo record più importante al Gran Premio di Eifel, vincendo la 91ª corsa in carriera ed eguagliando lo storico primato di Michael Schumacher. Il primato venne poi superato con la vittoria del Gran Premio del Portogallo (la 92ª in carriera) davanti a Valtteri Bottas; in questo modo Hamilton divenne il pilota più vincente di sempre nella storia di questo sport, ed inoltre ottenne altri record, tra cui il 161° podio in carriera, il 31° su pista differente, oltre che la 45ª gara utile a punti e il 18º hat trick (pole, giro veloce, vittoria) in carriera. La settimana dopo Hamilton vinse anche il Gran Premio dell'Emilia-Romagna davanti sempre al suo compagno Bottas (scattato dalla pole position), ottenendo la quinta e ultima doppietta stagionale per la Mercedes. Questi risultati inoltre permisero alla Mercedes di vincere il settimo titolo costruttori consecutivo, record assoluto, superando il precedente record appartenuto alla Ferrari.
Il 15 novembre, grazie alla vittoria del Gran Premio della Turchia, si aggiudicò matematicamente il suo settimo titolo mondiale, eguagliando così il record di campionati vinti appartenente a Michael Schumacher. Vinse anche il Gran Premio del Bahrein partendo dalla pole. Trovato positivo al SARS-CoV-2, Hamilton non prese parte al penultimo appuntamento della stagione, saltando un Gran Premio per la prima volta dal suo esordio in Formula 1, interrompendo così la striscia record di 48 gare consecutive concluse a punti. Per l'occasione fu sostituito dal pilota della Williams George Russell. Ritornò per l'ultimo GP della stagione ad Abu Dhabi chiudendo terzo e terminando la stagione con 11 vittorie, 14 podi (su 16 gare disputate) e 347 punti iridati.

##### 2021
Hamilton, dopo una lunga trattativa, l'8 febbraio del 2021 rinnovò il suo contratto con il team Mercedes AMG F1 per la stagione 2021. La stagione 2021 risultò ancora condizionata dalla Pandemia di COVID-19, il cui calendario riuscì a garantire comunque la presenza di 23 gare, tuttavia sempre soggetto a possibili variazioni. La prima gara della stagione si svolse in Bahrein: nelle qualifiche finì secondo dietro alla Red Bull Racing di Verstappen, ma nella gara, grazie a un ottimo passo e una strategia differente dal pilota olandese, vinse la corsa con meno di un secondo di vantaggio. Con questo risultato diventò il primo pilota nella storia ad aggiudicarsi almeno una gara per 15 stagioni consecutive, eguagliando il primato di Schumacher e conquistò il 117° podio in carriera con Mercedes, facendo meglio della coppia Schumacher-Ferrari. Nella seconda gara ad Imola ottenne la pole position numero 99 in Formula 1 contro le previsioni che vedevano la Red Bull Racing favorita. In gara, sotto la pioggia, commise un errore e scese in nona posizione, salvo poi riuscire a rimontare fino alla seconda. Nelle due gare successive in Portogallo e Spagna, conquistò poi una doppia vittoria. Inoltre, in Spagna, ottenne la sua 100ª pole position in F1, battendo per soli 36 millesimi il tempo di Verstappen.

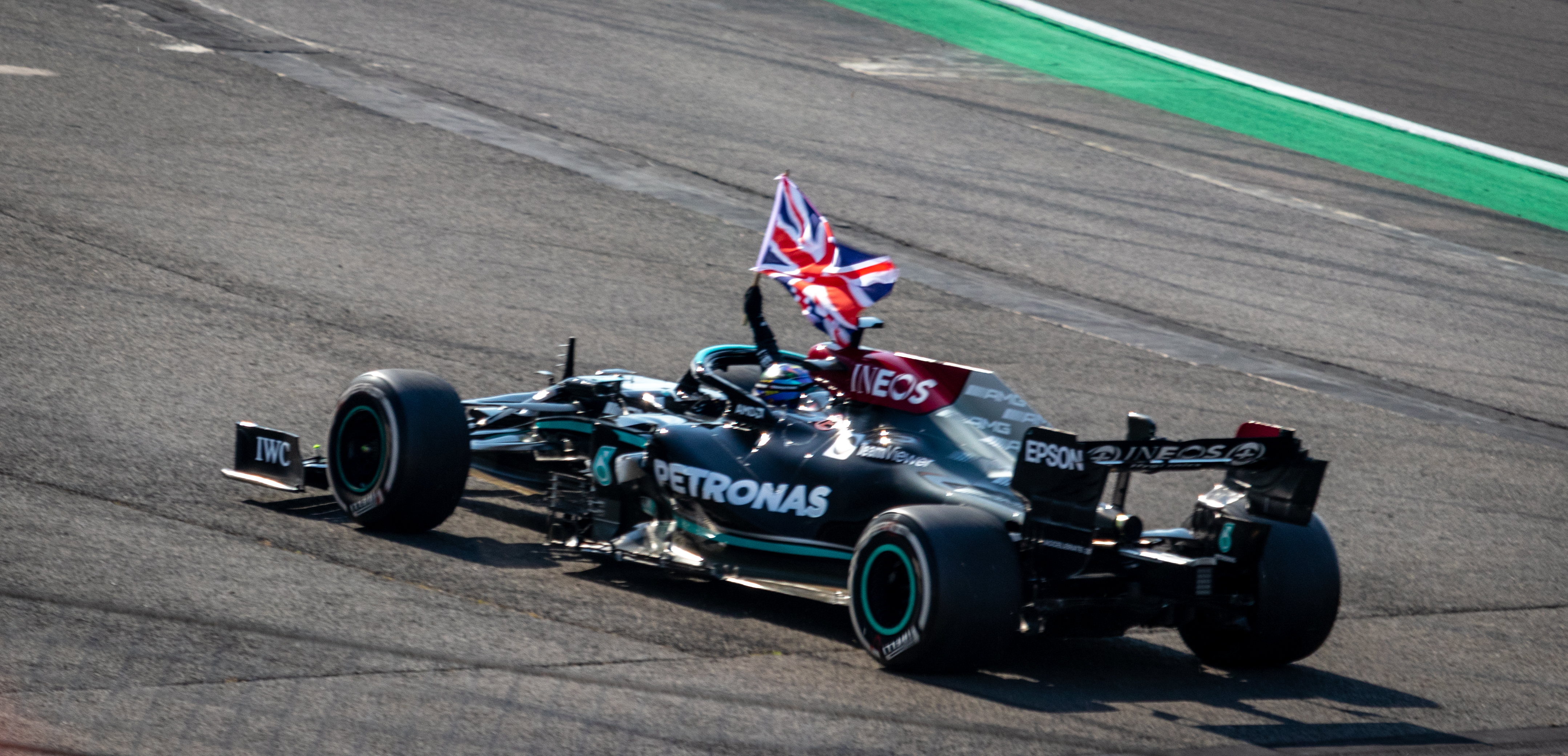
Hamilton festeggia la vittoria nel Gran Premio di Gran Bretagna 2021.

Dopo un negativo Gran Premio di Monaco concluso in settima posizione, Hamilton perse la leadership in campionato. Durante il successivo Gran Premio d'Azerbaigian, dopo una bandiera rossa in gara causata da un incidente di Verstappen, il britannico si trovò alla ripartenza secondo, dietro a Sergio Pérez: alla prima curva commise un errore nella mappatura del sistema frenante nel tentativo di superare il pilota della Red Bull, finendo fuori pista e chiudendo al quindicesimo posto. Con questo risultato terminò la serie di 54 gare consecutive a punti (escludendo il Gran Premio di Sakhir dove non gareggiò per positività al COVID-19). Hamilton si riscattò nel seguente GP di Francia chiudendo secondo, battuto dal rivale Verstappen che aveva attuato una migliore strategia. Durante il Gran Premio d'Austria venne ufficializzato il rinnovo con la Mercedes per altri due anni, fino il 2023. A Silverstone Hamilton partì secondo in gara, grazie al piazzamento ottenuto nella Sprint Qualifying del sabato, ma nel primo giro andò a contatto, alla curva Copse, con Verstappen, il quale finì violentemente contro le barriere, e, pur subendo una penalità di 10 secondi, riuscì a vincere la gara davanti a Charles Leclerc. In seguito all'incidente la Red Bull Racing inoltrò un ricorso per la revisione della penalità comminata, giudicata esigua. I Commissari respinsero lo stesso in quanto il dossier presentato non conteneva elementi aggiuntivi a quelli analizzati in tempo reale durante il Gran Premio di Gran Bretagna. A Monza fu protagonista di un altro incidente con Verstappen, con la vettura dell'olandese che, alla Variante del Rettifilo, si impennò su un cordolo e terminò sopra alla monoposto del britannico, che ne uscì incolume grazie all'halo. Per Hamilton fu il primo ritiro dal Gran Premio d'Austria 2018.

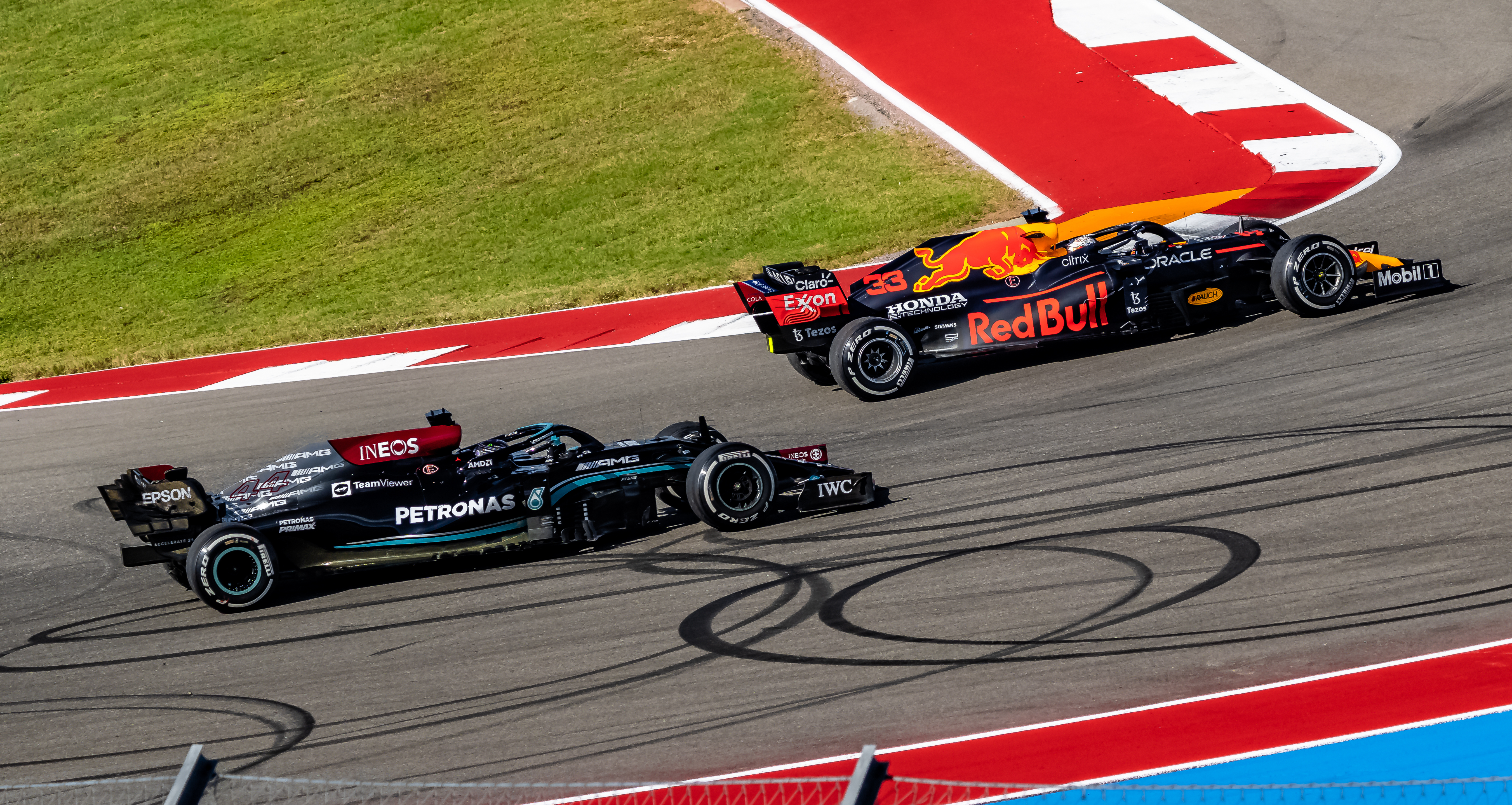
Hamilton in battaglia con la Red Bull del rivale al titolo Max Verstappen nel corso del Gran Premio degli Stati Uniti d'America 2021.

Il 26 settembre 2021, nel Gran Premio di Russia, diventò il primo pilota della storia ad aver vinto 100 gare in Formula 1, ritornando in testa alla classifica per due soli punti su Verstappen. In Turchia Hamilton conquistò la pole, ma venne penalizzato di dieci posizioni per la sostituzione del motore a combustione interna. In gara, arrivò poi quinto. Nelle successive due gare, negli Stati Uniti e in Messico arrivò secondo (con entrambe vinte da Verstappen), vedendo la vetta allontanarsi a 19 punti. A San Paolo, gara molto importante per la lotta al titolo, in qualifica conquistò la pole ma venne in seguito squalificato per una irregolarità riscontrata sull'ala posteriore. Dopo le verifiche tecniche effettuate dalla Federazione, l'alettone posteriore che permetteva l'utilizzo del DRS della vettura di Hamilton non risultò conforme al regolamento tecnico quando quest'ultimo è in funzione. In seguito fu autorizzato a prendere parte per la Sprint partendo ultimo; Qui compì una grande rimonta arrivando quinto, guadagnando 15 posizioni nei soli 24 giri previsti. Per la gara fu penalizzato nuovamente di 5 posizioni per la sostituzione del motore a combustione interna, ma vinse grazie ad un'ulteriore rimonta, restando in lotta per il titolo con Verstappen. Ottenne anche pole e vittoria nei seguenti Gran Premi di Qatar ed Arabia Saudita. Presentatosi alla gara conclusiva del mondiale a pari punti con il rivale Max Verstappen, in qualifica si posizionò secondo (con Verstappen in pole). Al via della gara scattò bene superandolo alla prima curva, nonostante le gomme medie fossero svantaggiate contro le soft del rivale. Durante il primo stint Hamilton comandò tranquillamente. Dopo aver montato le hard l'inglese accumulò un buon margine su Verstappen fino a quando, arrivato dietro il doppiato Perez, ancora senza sosta, ad opera di una strategia della Red Bull per rallentarlo, perse quasi tutto il distacco grazie ad una grande difesa del compagno di scuderia di Verstappen. Hamilton, però, fu in grado di riallungare sull'olandese, il quale, superata metà gara, tentò un secondo pit stop, ma non ebbe il ritmo per recuperare. Hamilton, grazie ad un ottimo passo anche con gomme molto usate, parve indirizzato verso una vittoria assicurata, fino a quando un incidente di Latifi a sette giri dalla fine causò l'ingresso della Safety Car, e Verstappen ne approfittò per mettere le soft. Dopo cinque giri sotto Safety Car, durante il penultimo giro, la direzione fece sdoppiare solo i piloti tra i due contendenti creando forti discussioni. Hamilton, svantaggiato dalle gomme consumate, venne sorpassato proprio dall'olandese nel corso dell'ultimo giro, perdendo la gara ed il mondiale. Il finale di stagione fu segnato da polemiche per via di alcune decisioni discutibili prese dal direttore di gara Michael Masi, che verrà rimosso dal suo ruolo dopo il rapporto del Consiglio Automobilistico Mondiale della FIA.

#### Gli ultimi anni in Mercedes (2022-2024)

##### 2022

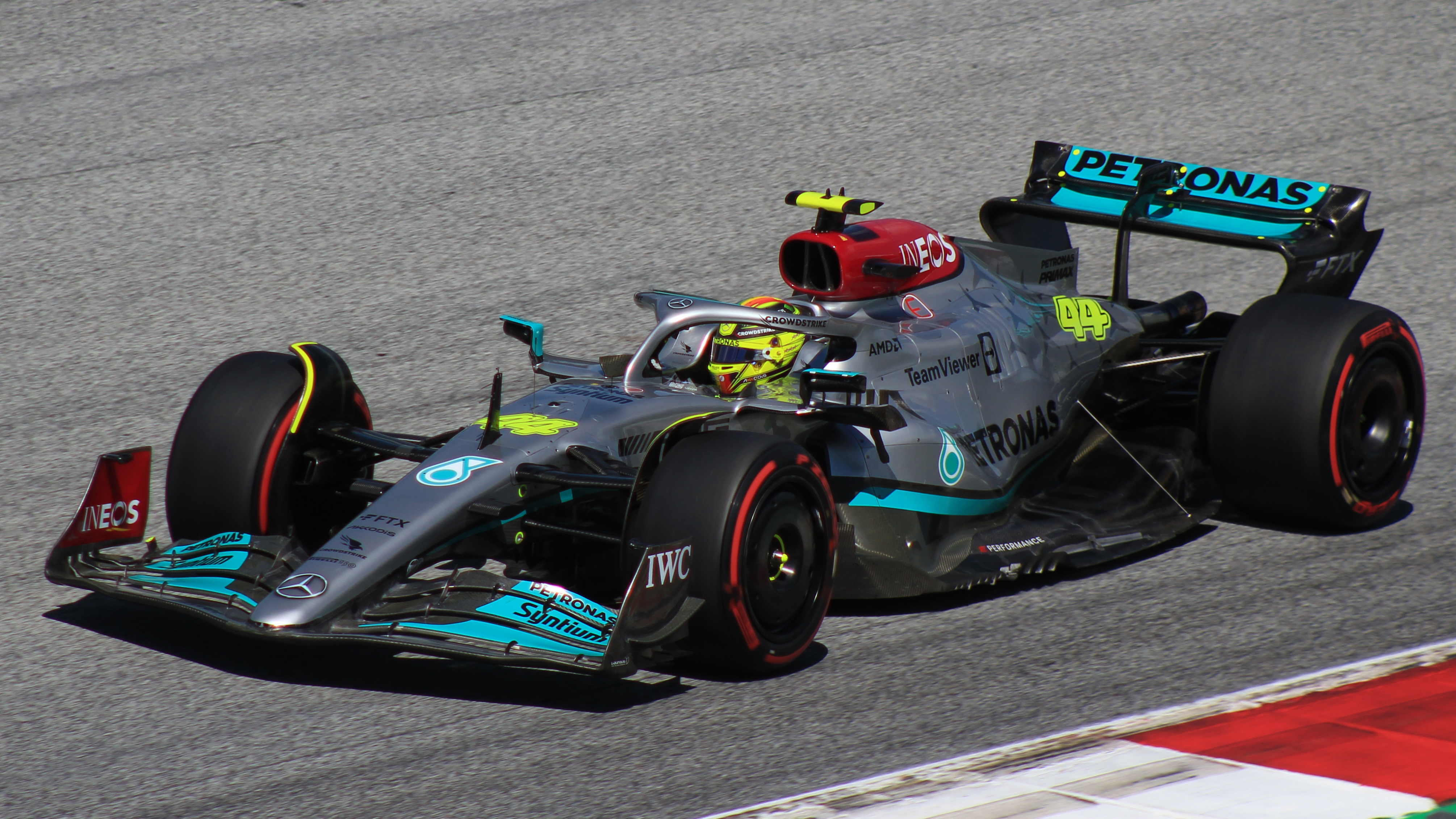
Hamilton durante il Gran Premio d'Austria 2022

Il Campionato 2022 si aprì con una Mercedes più in difficoltà rispetto alle stagioni precedenti; Hamilton ebbe come compagno di squadra George Russell, e per colpa del porpoising fu falcidiato da frequenti problemi alla schiena. Ciononostante conquistò il podio nel Gran Premio del Bahrain, arrivando terzo al traguardo dopo i ritiri di Verstappen e Perez. Nelle successive sette gare finì a punti sei volte, per poi ottenere tre terzi posti consecutivi in Canada, nel Gran Premio di casa a Silverstone e in Austria. Il Gran Premio di Francia per Lewis fu il Gran Premio numero 300 nella sua carriera in Formula 1: il britannico ottenne un ottimo secondo posto dietro a Verstappen e davanti a Russell. Il weekend successivo, nel Gran Premio d'Ungheria, partì settimo e riuscì a rimontare fino alla seconda posizione, con tanto di giro veloce. Dopo la pausa estiva, in occasione del Gran Premio del Belgio partì quarto e dopo una buona partenza tentò il sorpasso su Alonso, ma i due si toccarono: il britannico ebbe la peggio e fu costretto al primo ritiro stagionale. Arrivò sempre a punti nelle quattro gare successive, sfiorando il podio in Olanda. In Italia, per una penalità partì dall'ultima fila, ma rimontò arrivando quinto.
A Marina Bay in qualifica si piazzò terzo a soli 54 millesimi dalla pole, ma in gara chiuse nono, a causa di un suo errore dove ruppe l'ala dopo aver urtato una barriera. In Giappone arrivò quinto sul bagnato. Negli Stati Uniti Hamilton andò vicino alla vittoria, salvo essere sorpassato da Max Verstappen a pochi giri dalla fine concludendo secondo. Replicò questo risultato anche in Messico grazie a un buon passo gara, mentre in Brasile fu protagonista di un contatto con Verstappen, perdendo posizioni, ma rimontò fino al secondo posto che, sommato alla vittoria del compagno di squadra Russell, rappresentò per la Mercedes l'unica vittoria e doppietta stagionale (mancanti rispettivamente dal Gran Premio dell'Arabia Saudita 2021 e dal Gran Premio dell'Emilia-Romagna 2020). Ad Abu Dhabi, Hamilton fu invece costretto al secondo ritiro stagionale a tre giri dal termine mentre era quarto, per un guasto al sistema idraulico. La stagione si concluse, per la prima volta nella carriera del britannico, senza vittorie e pole position, e con un 6º posto in classifica, peggior posizione in carriera e per la prima volta fuori dalle prime cinque.

##### 2023

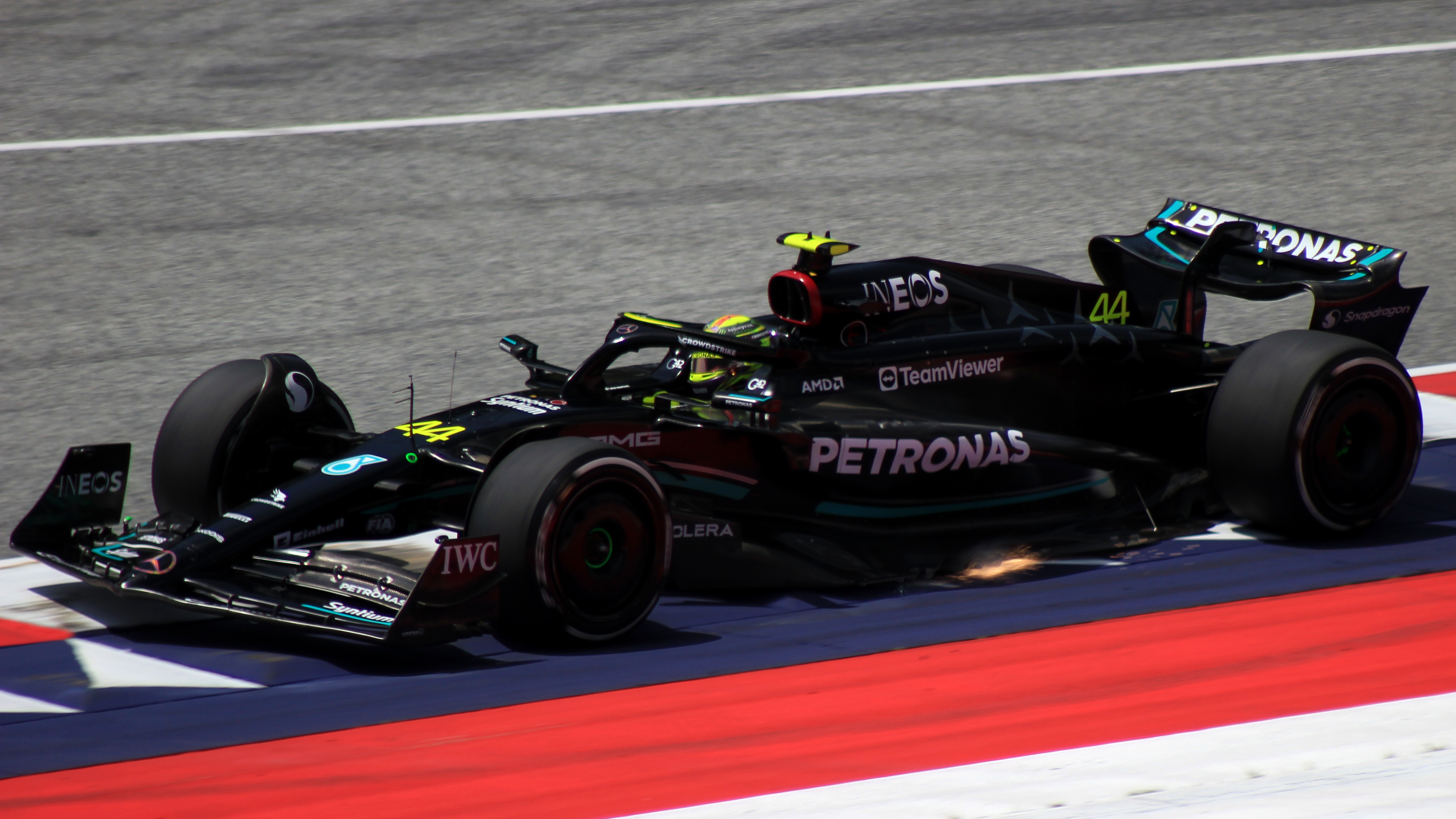
Hamilton nel corso del Gran Premio d'Austria 2023

Come l'anno precedente il 2023 si aprì con il team in difficoltà rispetto ai rivali. Nei primi due appuntamenti stagionali in Bahrein e in Arabia Saudita, Lewis si dovette accontentare del quinto posto. Nel Gran Premio d'Australia ottenne il suo primo podio stagionale, arrivando secondo dietro Verstappen. Nei successivi due Gran Premi in Azerbaigian ed a Miami chiuse al sesto posto, mentre a Monaco terminò quarto dopo aver stabilito il giro veloce. Tornò sul podio in occasione del Gran Premio di Spagna, dove riuscì a rimontare dalla quarta casella della griglia fino al secondo posto finale, dietro a Verstappen. Giunse a podio anche nel successivo appuntamento in Canada, chiudendo in terza posizione. Replicò questo piazzamento anche nel suo Gran Premio di casa a Silverstone, dietro a Norris e Verstappen. Al sabato del Gran Premio d'Ungheria conquistò un'incredibile Pole Position davanti per solo tre millesimi a Verstappen, mentre in gara chiuse al quarto posto.
Tornò a podio nel Gran Premio di Singapore grazie all'incidente del compagno di squadra Russell nel corso dell'ultimo giro, portandosi a casa anche il giro veloce. Chiuse poi al secondo posto la Sprint del Gran Premio degli Stati Uniti d'America, risultato che bissò anche in gara, ma venne successivamente squalificato dalla direzione gara a causa del fondo irregolare, insieme a Leclerc. Concluse al secondo posto, con giro veloce, in Messico in quello che fu il suo ultimo podio stagionale. Chiuse la stagione al terzo posto con 234 dietro alle irraggiungibili Red Bull di Pérez e Verstappen.

##### 2024

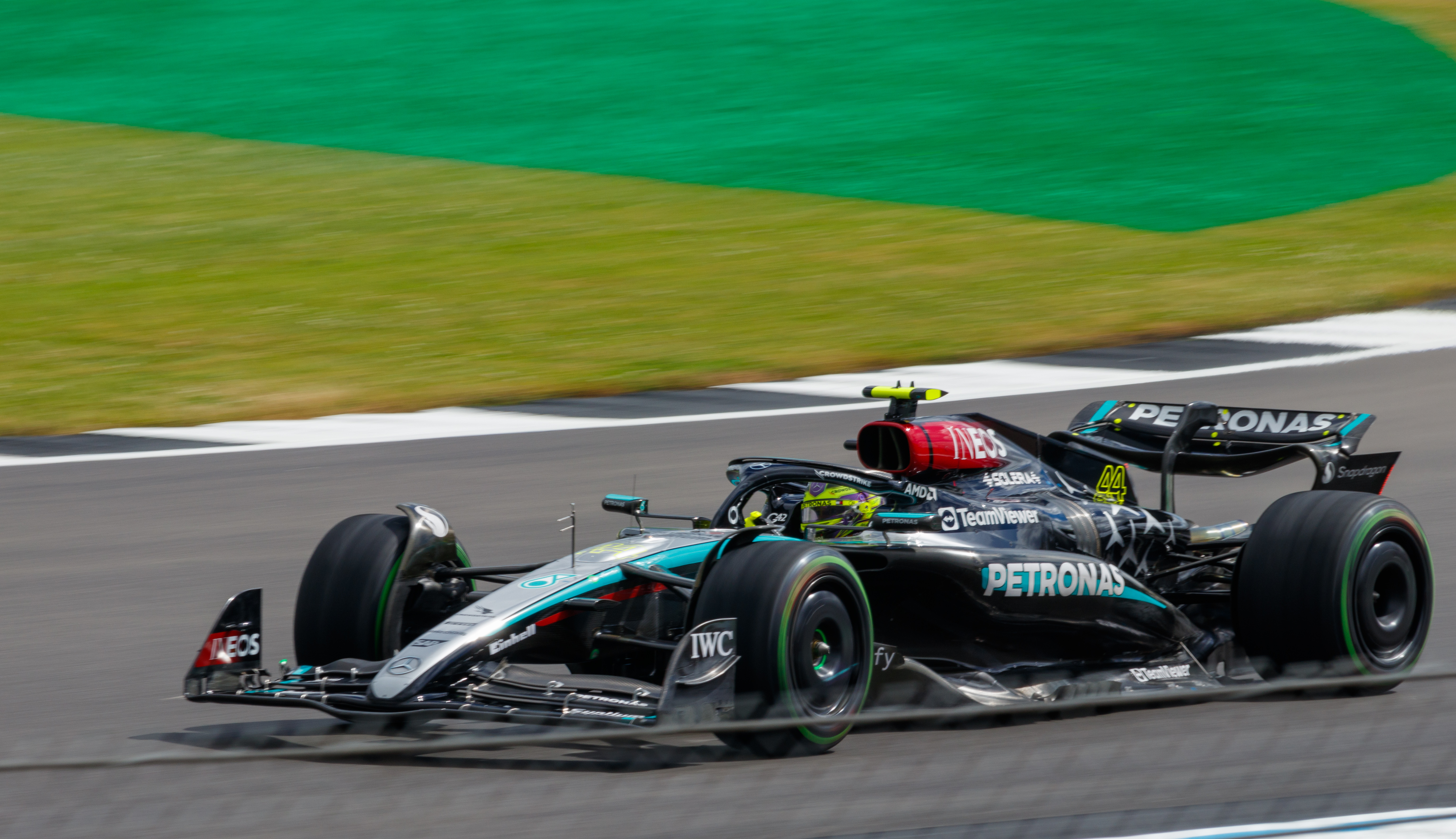
Hamilton durante il Gran Premio di Gran Bretagna 2024 che lo vedrà tornare alla vittoria dopo oltre due anni.

La stagione 2024 per il britannico non iniziò in modo esaltante a causa anche delle prestazioni della sua W15 che lo collocarono costantemente in zona punti ma distante dalle posizioni di vertice, eccezion fatta per la Sprint del Gran Premio di Cina dove colse la seconda posizione. Grazie a nuovi aggiornamenti, la vettura ritrovò competitività e, dopo un quarto posto con giro veloce in Canada, il britannico salì per la prima volta in stagione sul podio in Spagna, in terza posizione. Il 7 luglio successivo, nel Gran Premio di casa a Silverstone caratterizzato sia da pista asciutta che bagnata, tornò alla vittoria novecentoquarantacinque giorni dopo l'ultima volta - trattasi del Gran Premio di Arabia Saudita 2021 - tagliando il traguardo davanti a Verstappen e Norris, stabilendo inoltre il record di vittorie in un singolo tracciato, ben nove. Nel successivo appuntamento in Ungheria salì per la duecentesima volta in carriera sul podio, chiudendo in terza posizione dietro alle due McLaren di Norris e Piastri. Nell'ultima gara prima della sosta estiva disputata in Belgio, tagliò il traguardo in seconda posizione dietro al compagno di squadra, che venne però squalificato dopo la gara, consetendo ad Hamilton di guadagnare la prima posizione e vincere la sua seconda gara stagionale.
Non riuscì a trovare il podio nelle successive sette gare, ritrovandolo a Las Vegas dove, dopo essere partito decimo per un errore in qualifica, riuscì a rimontare fino alla seconda posizione alle spalle del compagno Russell, in quello che fu il suo ultimo piazzamento a podio con la Mercedes. L'8 dicembre 2024, ad Abu Dhabi, disputò la sua duecentoquaranteseiesima ed ultima gara con la scuderia tedesca, che terminò in quarta posizione dopo essere partito sedicesimo, chiudendo la sua stagione al settimo posto con 223 punti ottenuti. Hamilton chiuse così il suo periodo in Mercedes dopo 12 anni con 246 Gran Premi disputati, 84 vittorie, 153 podi, 78 Pole Position e 55 giri veloci, tutti record con lo stesso costruttore.

#### Ferrari (2025-)

##### 2025

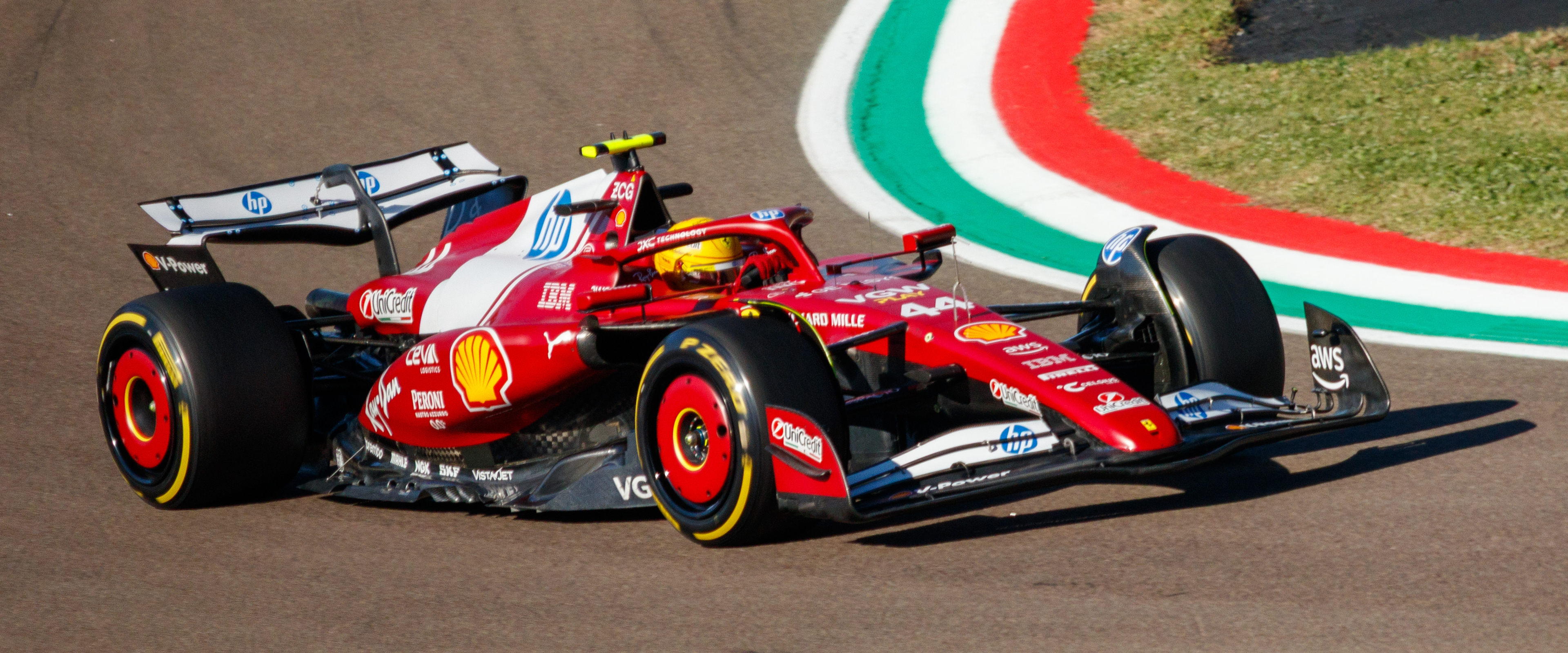
Hamilton su Ferrari SF-25 nel corso del Gran Premio dell'Emilia-Romagna 2025.

Il 1º febbraio 2024 il pilota britannico annuncia la separazione con il team Mercedes al termine della stagione. Lo stesso giorno viene ufficializzato il suo passaggio alla Ferrari a partire dalla stagione 2025, al fianco di Charles Leclerc. Esordisce arrivando decimo nel Gran Premio d'Australia, ma il suo primo grande risultato arriva subito dopo conquistando la Pole nella Qualifica Sprint del Gran Premio di Cina, che poi riuscirà a vincere. Sia per il pilota sia per la scuderia, si tratta del primo successo in una gara Sprint. Finirà poi il Gran Premio della domenica in sesta posizione, venendo tuttavia squalificato dopo la gara insieme al compagno di squadra Charles Leclerc, per delle irregolarità alla monoposto. Nelle prossime quattro gare conclude sempre a punti ma non supera mai la quinta posizione con due settimi posti in Giappone e in Arabia, un quinto posto in Bahrein e un ottavo posto a Miami. A Imola, invece, riesce a raggiungere un buon quarto posto. Ottiene poi un quinto posto a Monaco e due sesti posti consecutivi in Spagna e in Canada. Riesce poi ad arrivare due volte consecutive al quarto posto in Austria e a Silverstone

## Risultati

### Formula 1
| 2007 | Scuderia | Vettura |   |   |   |   |   |   |   |   |   |   |   |   |   |   |   |     |   |  |  |  |  |  |  |  | Punti | Pos. |
| ---- | -------- | ------- | - | - | - | - | - | - | - | - | - | - | - | - | - | - | - | --- | - |  |  |  |  |  |  |  | ----- | ---- |
| 2007 | McLaren  | MP4-22  | 3 | 2 | 2 | 2 | 2 | 1 | 1 | 3 | 3 | 9 | 1 | 5 | 2 | 4 | 1 | Rit | 7 |  |  |  |  |  |  |  | 109   | 2º   |

| 2008 | Scuderia | Vettura |   |   |    |   |   |   |     |    |   |   |   |   |   |   |   |    |   |   |  |  |  |  |  |  | Punti | Pos. |
| ---- | -------- | ------- | - | - | -- | - | - | - | --- | -- | - | - | - | - | - | - | - | -- | - | - |  |  |  |  |  |  | ----- | ---- |
| 2008 | McLaren  | MP4-23  | 1 | 5 | 13 | 3 | 2 | 1 | Rit | 10 | 1 | 1 | 5 | 2 | 3 | 7 | 3 | 12 | 1 | 5 |  |  |  |  |  |  | 98    | 1º   |

| 2009 | Scuderia | Vettura |    |    |   |   |   |    |    |    |    |   |   |     |     |   |   |   |     |  |  |  |  |  |  |  | Punti | Pos. |
| ---- | -------- | ------- | -- | -- | - | - | - | -- | -- | -- | -- | - | - | --- | --- | - | - | - | --- |  |  |  |  |  |  |  | ----- | ---- |
| 2009 | McLaren  | MP4-24  | SQ | 7‡ | 6 | 4 | 9 | 12 | 13 | 16 | 18 | 1 | 2 | Rit | 12* | 1 | 3 | 3 | Rit |  |  |  |  |  |  |  | 49    | 5º   |

| 2010 | Scuderia | Vettura |   |   |   |   |     |   |   |   |   |   |   |     |   |     |     |   |   |   |   |  |  |  |  |  | Punti | Pos. |
| ---- | -------- | ------- | - | - | - | - | --- | - | - | - | - | - | - | --- | - | --- | --- | - | - | - | - |  |  |  |  |  | ----- | ---- |
| 2010 | McLaren  | MP4-25  | 3 | 6 | 6 | 2 | 14* | 5 | 1 | 1 | 2 | 2 | 4 | Rit | 1 | Rit | Rit | 5 | 2 | 4 | 2 |  |  |  |  |  | 240   | 4º   |

| 2011 | Scuderia | Vettura |   |   |   |   |   |   |     |   |   |   |   |     |   |   |   |   |   |   |     |  |  |  |  |  | Punti | Pos. |
| ---- | -------- | ------- | - | - | - | - | - | - | --- | - | - | - | - | --- | - | - | - | - | - | - | --- |  |  |  |  |  | ----- | ---- |
| 2011 | McLaren  | MP4-26  | 2 | 8 | 1 | 4 | 2 | 6 | Rit | 4 | 4 | 1 | 4 | Rit | 4 | 5 | 5 | 2 | 7 | 1 | Rit |  |  |  |  |  | 227   | 5º   |

| 2012 | Scuderia | Vettura |   |   |   |   |   |   |   |     |   |     |   |     |   |     |   |    |   |     |   |     |  |  |  |  | Punti | Pos. |
| ---- | -------- | ------- | - | - | - | - | - | - | - | --- | - | --- | - | --- | - | --- | - | -- | - | --- | - | --- |  |  |  |  | ----- | ---- |
| 2012 | McLaren  | MP4-27  | 3 | 3 | 3 | 8 | 8 | 5 | 1 | 19* | 8 | Rit | 1 | Rit | 1 | Rit | 5 | 10 | 4 | Rit | 1 | Rit |  |  |  |  | 190   | 4º   |

| 2013 | Scuderia | Vettura |   |   |   |   |    |   |   |   |   |   |   |   |   |   |     |   |   |   |   |  |  |  |  |  | Punti | Pos. |
| ---- | -------- | ------- | - | - | - | - | -- | - | - | - | - | - | - | - | - | - | --- | - | - | - | - |  |  |  |  |  | ----- | ---- |
| 2013 | Mercedes | F1 W04  | 5 | 3 | 3 | 5 | 12 | 4 | 3 | 4 | 5 | 1 | 3 | 9 | 5 | 5 | Rit | 6 | 7 | 4 | 9 |  |  |  |  |  | 189   | 4º   |

| 2014 | Scuderia | Vettura |     |   |   |   |   |   |     |   |   |   |   |     |   |   |   |   |   |   |   |  |  |  |  |  | Punti | Pos. |
| ---- | -------- | ------- | --- | - | - | - | - | - | --- | - | - | - | - | --- | - | - | - | - | - | - | - |  |  |  |  |  | ----- | ---- |
| 2014 | Mercedes | F1 W05  | Rit | 1 | 1 | 1 | 1 | 2 | Rit | 2 | 1 | 3 | 3 | Rit | 1 | 1 | 1 | 1 | 1 | 2 | 1 |  |  |  |  |  | 384   | 1º   |

| 2015 | Scuderia | Vettura |   |   |   |   |   |   |   |   |   |   |   |   |     |   |   |   |   |   |   |  |  |  |  |  | Punti | Pos. |
| ---- | -------- | ------- | - | - | - | - | - | - | - | - | - | - | - | - | --- | - | - | - | - | - | - |  |  |  |  |  | ----- | ---- |
| 2015 | Mercedes | F1 W06  | 1 | 2 | 1 | 1 | 2 | 3 | 1 | 2 | 1 | 6 | 1 | 1 | Rit | 1 | 1 | 1 | 2 | 2 | 2 |  |  |  |  |  | 381   | 1º   |

| 2016 | Scuderia | Vettura |   |   |   |   |     |   |   |   |   |   |   |   |   |   |   |     |   |   |   |   |   |  |  |  | Punti | Pos. |
| ---- | -------- | ------- | - | - | - | - | --- | - | - | - | - | - | - | - | - | - | - | --- | - | - | - | - | - |  |  |  | ----- | ---- |
| 2016 | Mercedes | F1 W07  | 2 | 3 | 7 | 2 | Rit | 1 | 1 | 5 | 1 | 1 | 1 | 1 | 3 | 2 | 3 | Rit | 3 | 1 | 1 | 1 | 1 |  |  |  | 380   | 2º   |

| 2017 | Scuderia | Vettura |   |   |   |   |   |   |   |   |   |   |   |   |   |   |   |   |   |   |   |   |  |  |  |  | Punti | Pos. |
| ---- | -------- | ------- | - | - | - | - | - | - | - | - | - | - | - | - | - | - | - | - | - | - | - | - |  |  |  |  | ----- | ---- |
| 2017 | Mercedes | F1 W08  | 2 | 1 | 2 | 4 | 1 | 7 | 1 | 5 | 4 | 1 | 4 | 1 | 1 | 1 | 2 | 1 | 1 | 9 | 4 | 2 |  |  |  |  | 363   | 1º   |

| 2018 | Scuderia | Vettura |   |   |   |   |   |   |   |   |     |   |   |   |   |   |   |   |   |   |   |   |   |  |  |  | Punti | Pos. |
| ---- | -------- | ------- | - | - | - | - | - | - | - | - | --- | - | - | - | - | - | - | - | - | - | - | - | - |  |  |  | ----- | ---- |
| 2018 | Mercedes | F1 W09  | 2 | 3 | 4 | 1 | 1 | 3 | 5 | 1 | Rit | 2 | 1 | 1 | 2 | 1 | 1 | 1 | 1 | 3 | 4 | 1 | 1 |  |  |  | 408   | 1º   |

| 2019 | Scuderia | Vettura |   |   |   |   |   |   |   |   |   |   |   |   |   |   |   |   |   |   |   |   |   |  |  |  | Punti | Pos. |
| ---- | -------- | ------- | - | - | - | - | - | - | - | - | - | - | - | - | - | - | - | - | - | - | - | - | - |  |  |  | ----- | ---- |
| 2019 | Mercedes | F1 W10  | 2 | 1 | 1 | 2 | 1 | 1 | 1 | 1 | 5 | 1 | 9 | 1 | 2 | 3 | 4 | 1 | 3 | 1 | 2 | 7 | 1 |  |  |  | 413   | 1º   |

| 2020 | Scuderia | Vettura |   |   |   |   |   |   |   |   |   |   |   |   |   |   |   |  |   |  |  |  |  |  |  |  | Punti | Pos. |
| ---- | -------- | ------- | - | - | - | - | - | - | - | - | - | - | - | - | - | - | - |  | - |  |  |  |  |  |  |  | ----- | ---- |
| 2020 | Mercedes | F1 W11  | 4 | 1 | 1 | 1 | 2 | 1 | 1 | 7 | 1 | 3 | 1 | 1 | 1 | 1 | 1 |  | 3 |  |  |  |  |  |  |  | 347   | 1º   |

| 2021 | Scuderia | Vettura |   |   |   |   |   |    |   |   |   |    |   |    |   |     |   |   |   |   |   |   |   |   |  |  | Punti | Pos. |
| ---- | -------- | ------- | - | - | - | - | - | -- | - | - | - | -- | - | -- | - | --- | - | - | - | - | - | - | - | - |  |  | ----- | ---- |
| 2021 | Mercedes | F1 W12  | 1 | 2 | 1 | 1 | 7 | 15 | 2 | 2 | 4 | 12 | 2 | 3‡ | 2 | Rit | 1 | 5 | 2 | 2 | 1 | 1 | 1 | 2 |  |  | 387,5 | 2º   |

| 2022 | Scuderia | Vettura |   |    |   |    |   |   |   |   |   |   |    |   |   |     |   |   |   |   |   |   |    |     |  |  | Punti | Pos. |
| ---- | -------- | ------- | - | -- | - | -- | - | - | - | - | - | - | -- | - | - | --- | - | - | - | - | - | - | -- | --- |  |  | ----- | ---- |
| 2022 | Mercedes | F1 W13  | 3 | 10 | 4 | 13 | 6 | 5 | 8 | 4 | 3 | 3 | 38 | 2 | 2 | Rit | 4 | 5 | 9 | 5 | 2 | 2 | 23 | 18* |  |  | 240   | 6º   |

| 2023 | Scuderia | Vettura |   |   |   |    |   |   |   |   |   |   |   |    |   |   |   |   |      |     |   |    |   |   |  |  | Punti | Pos. |
| ---- | -------- | ------- | - | - | - | -- | - | - | - | - | - | - | - | -- | - | - | - | - | ---- | --- | - | -- | - | - |  |  | ----- | ---- |
| 2023 | Mercedes | F1 W14  | 5 | 5 | 2 | 67 | 6 | 4 | 2 | 3 | 8 | 3 | 4 | 47 | 6 | 6 | 3 | 5 | Rit5 | SQ2 | 2 | 87 | 7 | 9 |  |  | 234   | 3º   |

| 2024 | Scuderia | Vettura |   |   |     |   |    |   |   |   |   |   |    |   |   |   |   |   |   |   |      |   |    |   |     |   | Punti | Pos. |
| ---- | -------- | ------- | - | - | --- | - | -- | - | - | - | - | - | -- | - | - | - | - | - | - | - | ---- | - | -- | - | --- | - | ----- | ---- |
| 2024 | Mercedes | F1 W15  | 7 | 9 | Rit | 9 | 92 | 6 | 6 | 7 | 4 | 3 | 46 | 1 | 3 | 1 | 8 | 5 | 9 | 6 | Rit6 | 4 | 10 | 2 | 126 | 4 | 223   | 7º   |

| 2025 | Scuderia | Vettura |    |     |   |   |   |    |   |   |   |   |   |   |   |    |  |  |  |  |  |  |  |  |  |  | Punti | Pos. |
| ---- | -------- | ------- | -- | --- | - | - | - | -- | - | - | - | - | - | - | - | -- |  |  |  |  |  |  |  |  |  |  | ----- | ---- |
| 2025 | Ferrari  | SF-25   | 10 | SQ1 | 7 | 5 | 7 | 83 | 4 | 5 | 6 | 6 | 4 | 4 | 7 | 12 |  |  |  |  |  |  |  |  |  |  | 109   |      |

| Legenda | 1º posto     | 2º posto | 3º posto    | A punti         | Senza punti/Non class.  | Grassetto – Pole position Corsivo – Giro più veloce Apice – Risultato Sprint (A punti) |
| Legenda | Squalificato | Ritirato | Non partito | Non qualificato | Solo prove/Terzo pilota | Grassetto – Pole position Corsivo – Giro più veloce Apice – Risultato Sprint (A punti) |

* Non ha terminato, ma è stato classificato in quanto aveva completato più del 90% della distanza di gara.
‡ Metà punti assegnati in quanto meno del 75% della distanza di gara è stata completata.

## Riconoscimenti
- Autosport British Club Driver of the Year (2003)
- Rookie dell'anno per Autosport (2006, 2007)
- Hawthorn Memorial Trophy (2007, 2008, 2012, 2014, 2015, 2016, 2017, 2018, 2019, 2020, 2021)[115]
- Autosport International Racing Driver of the Year (2007, 2008, 2014, 2015, 2017, 2018, 2019, 2020)[116][117][118]
- Autosport British Competition Driver of the Year (2007, 2013, 2014, 2015, 2016, 2017, 2018, 2022)[119]
- Rivelazione dell'anno ai Laureus World Sports Awards (2008)
- Trofeo Lorenzo Bandini (2010)
- DHL Fastest Lap Award (2014, 2015, 2017, 2019, 2020)
- Personalità sportiva dell'anno della BBC (2014, 2020)
- Sportivo europeo dell'anno (2014, 2019)[120]
- Sportivo dell'anno di GQ (2014, 2015)
- Personalità dell'anno FIA (2014, 2018, 2020, 2021)
- Trofeo Pole FIA (2015, 2016, 2017, 2018, 2020)
- Miglior pilota per ESPY (2017, 2021)
- Inserito nella FIA Hall of Fame (2017)
- Sportivo mondiale dell'anno della Gazzetta dello Sport (2018, 2020)
- Sportivo dell'anno ai Laureus World Sports Awards (2020)
- Intitolazione dell' "Hamilton Straight" sul circuito di Silverstone (2020)[121]
- Campione dei Campioni de L'Équipe (2020)
- Trofeo Automobile Club d’Italia (2020)
- Star dell’anno per Sport Bild (2020)
- FIA President Award (2020)[122]
- Atleta attivista dell'anno ai Laureus World Sports Awards (2021)

## Casco

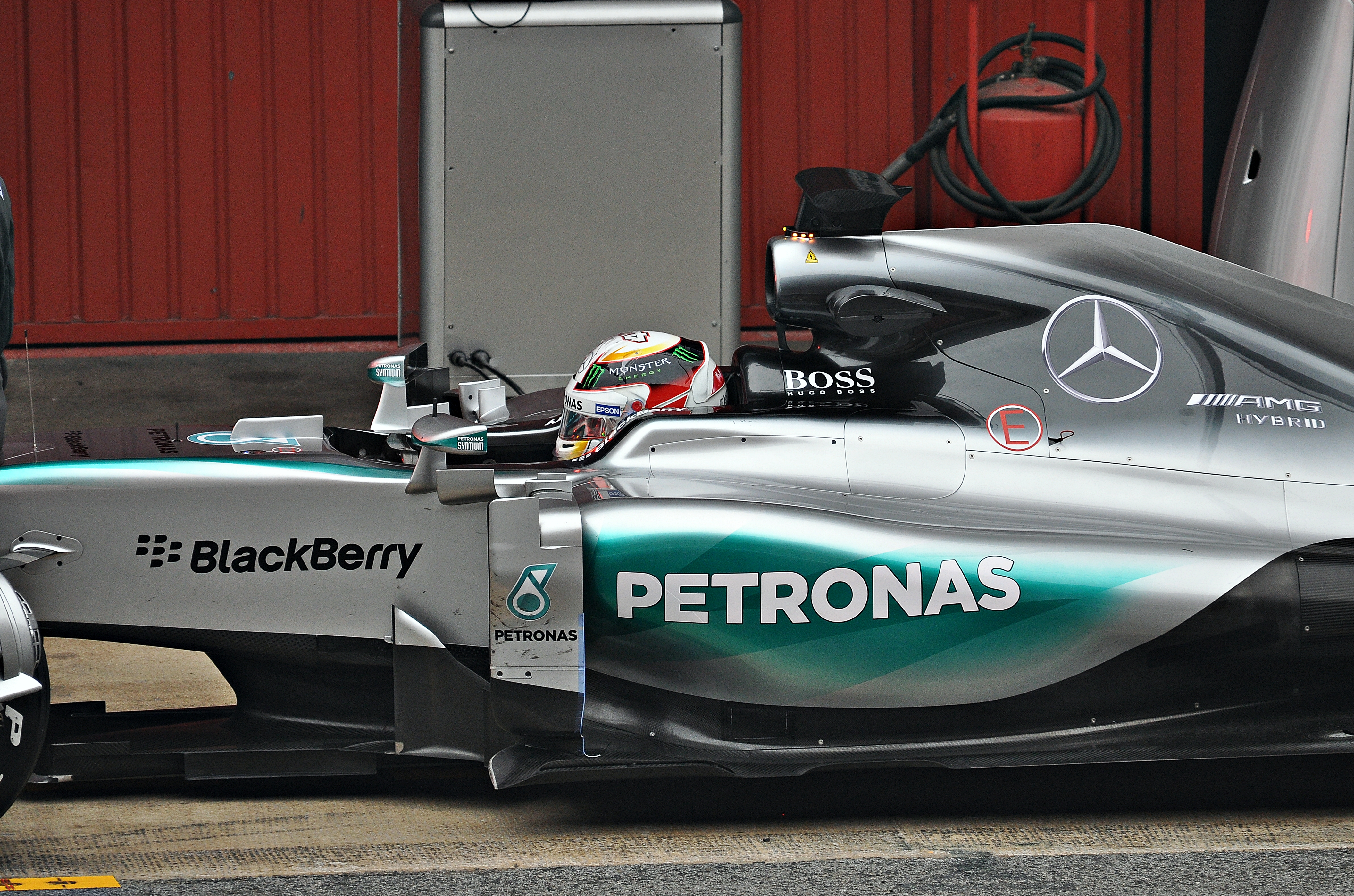
Hamilton con il casco in uso nel 2016

Hamilton ha usato, fino al 2013, un casco molto simile a quello di Ayrton Senna, suo idolo da piccolo, poi cambiato in quanto troppo simile a quello del compagno Nico Rosberg.
Dal 2014 ha introdotto la scritta Still I Rise e le sue iniziali HAM, mentre nella parte superiore c'è il 44, suo numero di gara. Il colore dominante del casco è passato dal giallo al bianco, con inserti rossi e gialli.
Durante la stagione Hamilton è solito cambiare il casco per commemorare eventi: per esempio nel GP del Brasile del 2013 si è presentato con un casco che riprendeva la livrea della bandiera del Paese con dietro raffigurato il Cristo Redentore, o come in occasione del Gran Premio di Monaco 2019 dove, in seguito alla scomparsa di Niki Lauda, ha utilizzato un casco ispirato a quello dell'ultimo mondiale del campione austriaco (1984).
Nel 2020, a seguito dell'omicidio di George Floyd e delle proteste da parte del movimento Black Lives Matter, cambia ancora lo stile del suo casco inserendo il viola scuro come colore predominante, che caratterizza tutto l'elemento con l'eccezione della calotta, nera, sulla quale è riportato in bianco il logo del movimento.
Nel 2022 il colore predominante torna ad essere il giallo fluorescente come nelle prime stagioni alla McLaren.